# Mondial de l'automobile de Paris 2024
L'édition 2024 du Mondial de l'automobile de Paris (ou Mondial de l'auto) est un salon international de l'automobile, qui se tient du 14 au 20 octobre 2024 au Parc des expositions de la porte de Versailles, à Paris.

## Présentation
Le Mondial de l'Auto célèbre cette année sa 90e édition et s'étend sur les 5 halls du Parc Expo de Paris.

### Fréquentation
Le salon se déroule du 15 au 20 octobre 2024. Le 14 octobre est consacré à la presse et aux invités des constructeurs. L'édition 2024 fait mieux que l'édition précédente, avec une fréquentation de 508 007 visiteurs, dont plus de 4 000 journalistes (dont un quart d’étrangers) et 1 000 créateurs de contenu la première journée.
.

## Exposition

### Constructeurs
Les constructeurs présents lors de cette édition,, :
- Alfa Romeo
- Alpine[5]
- Audi[6]
- Aixam
- BMW[7]
- BMW Motorrad
- BYD
- Citroën
- Cadillac
- Dacia
- Devalliet
- Delage
- Devinci
- Dangel
- Eon Motor
- ERC
- Ford
- Forthing
- GAC
- Hongqi
- Iveco
- Kia
- Kilow
- Ligier
- Leapmotor
- Lormauto
- Moke
- Mobilize
- Maxus
- Microlino
- Mini
- Pilotcar
- Peugeot
- PGO
- Pantore
- Renault
- Softcar
- Skyworth
- Seres
- Škoda[6]
- Volkswagen[6]
- THK
- Tesla
- Wolf Racing France
- XPeng

### Pop Culture
L'exposition Pop Culture by Movie Cars Central présente 25 véhicules iconiques du cinéma et des séries télévisées. Les modèles exposés dans le Pavillon 7.1 sont :
- Batmobile des films Batman ;
- Ford Gran Torino de la série Starsky et Hutch ;
- Peugeot 406 des films Taxi ;
- Ferrari 308 GTS de la série Magnum ;
- Ferrari Testarossa de la série Deux Flics à Miami ;
- Pontiac Firebird de la série K2000 ;
- Aston Martin DBS du film James Bond (Casino Royale) ;
- BMW 750iL du film James Bond (Demain ne meurt jamais) ;
- DeLorean DMC-12 des films Retour vers le futur.

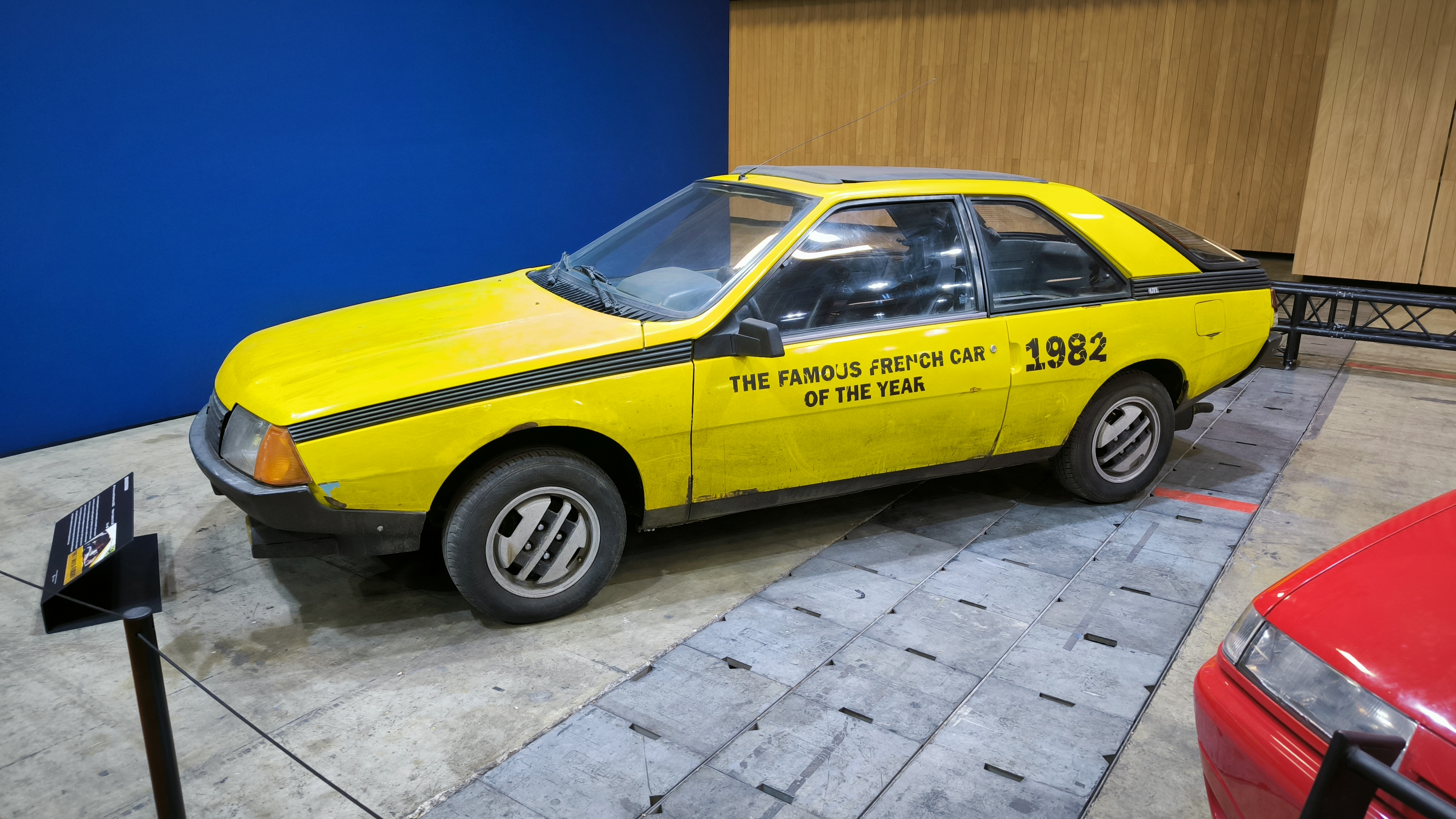
Mais qui a tué Pamela Rose ?
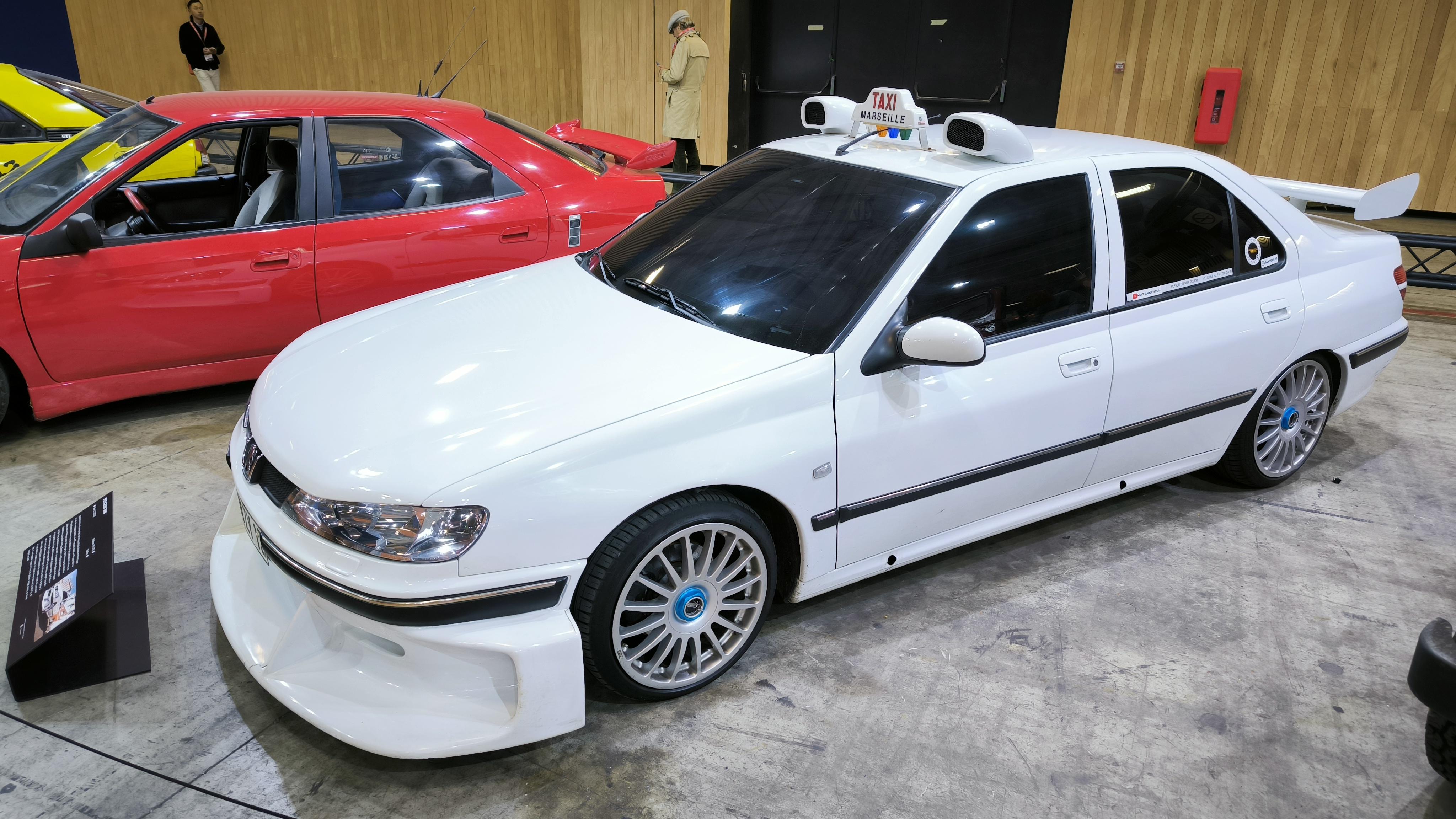
Taxi
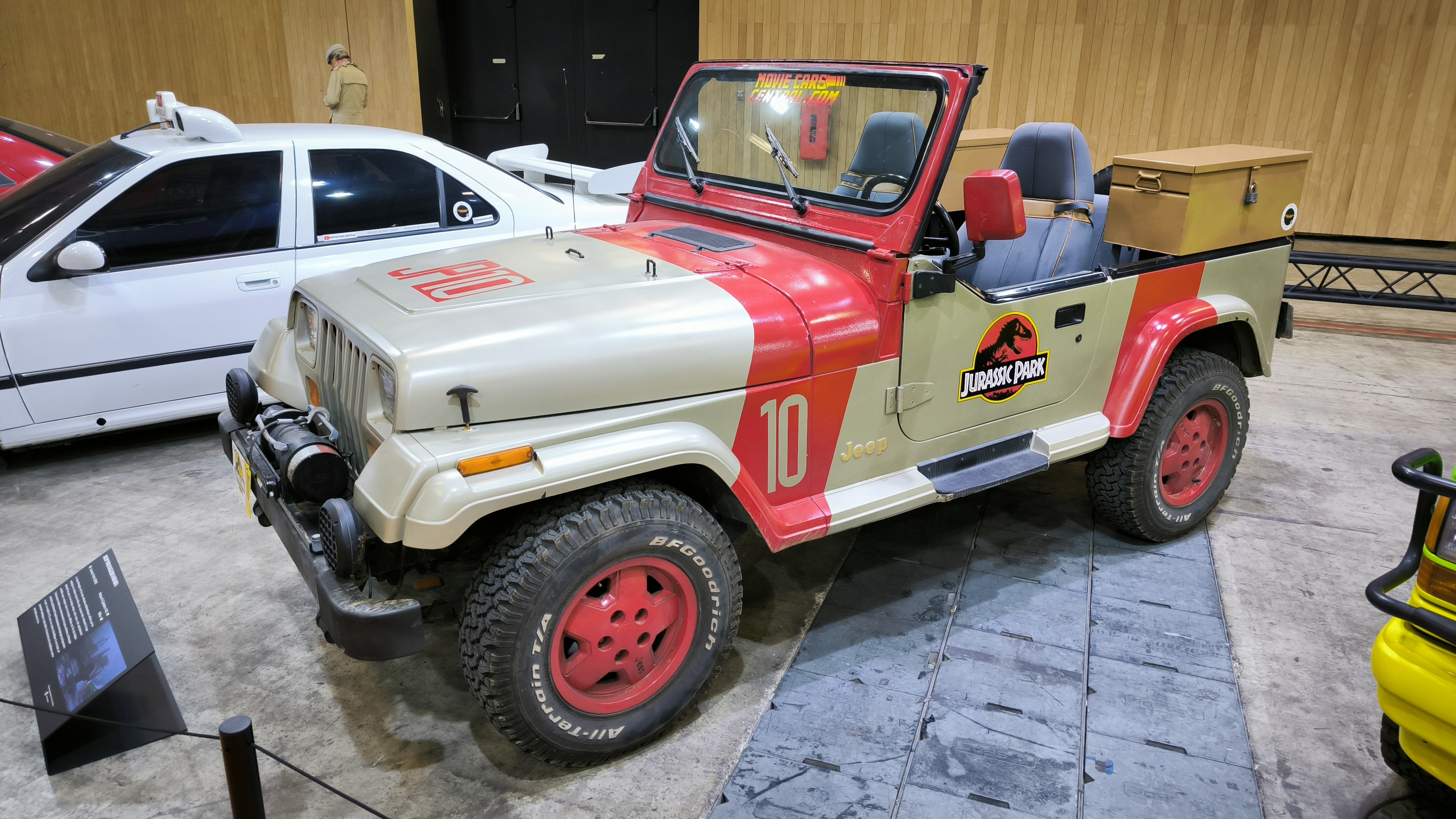
Jurassic Park
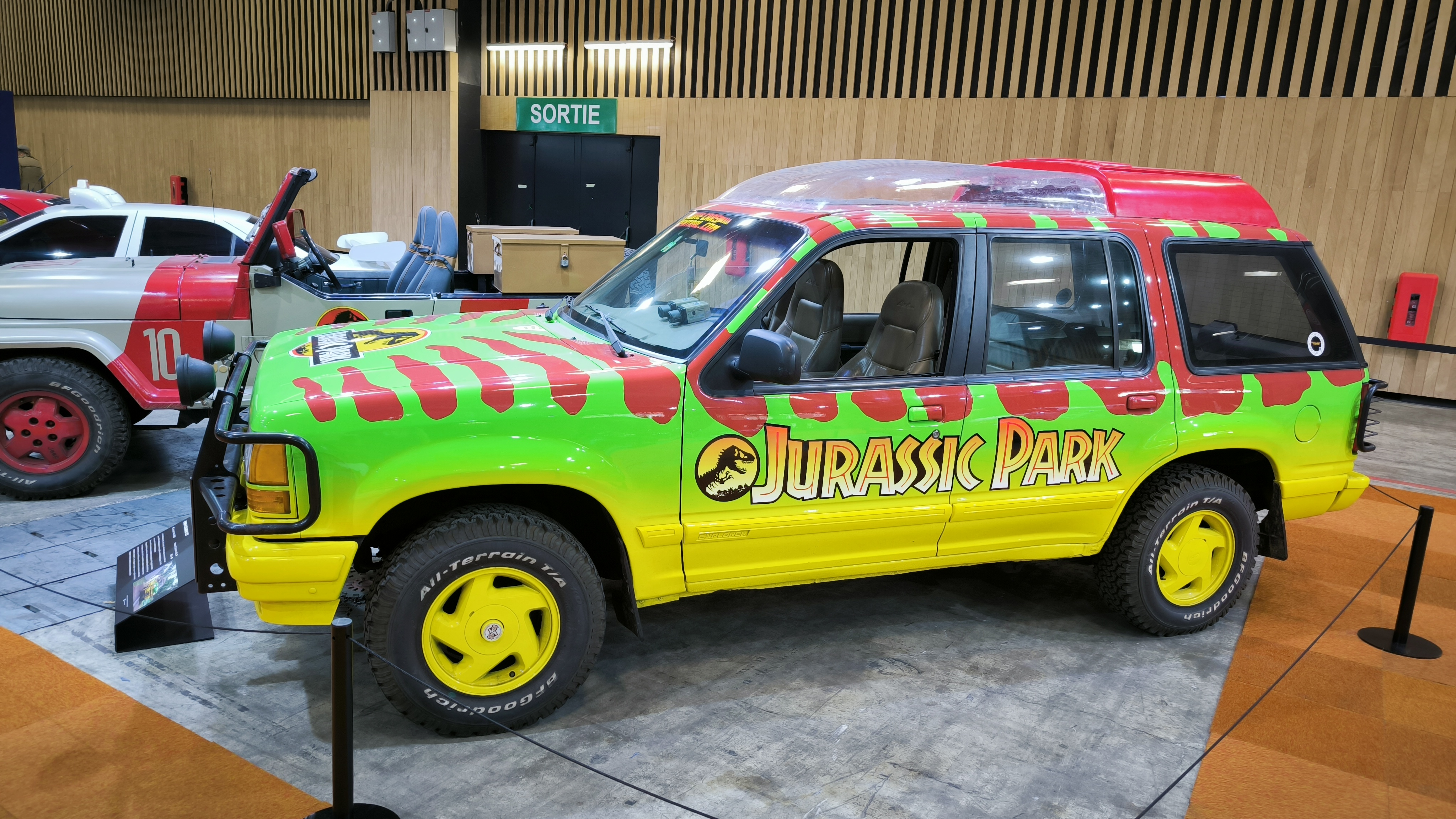
Jurassic Park
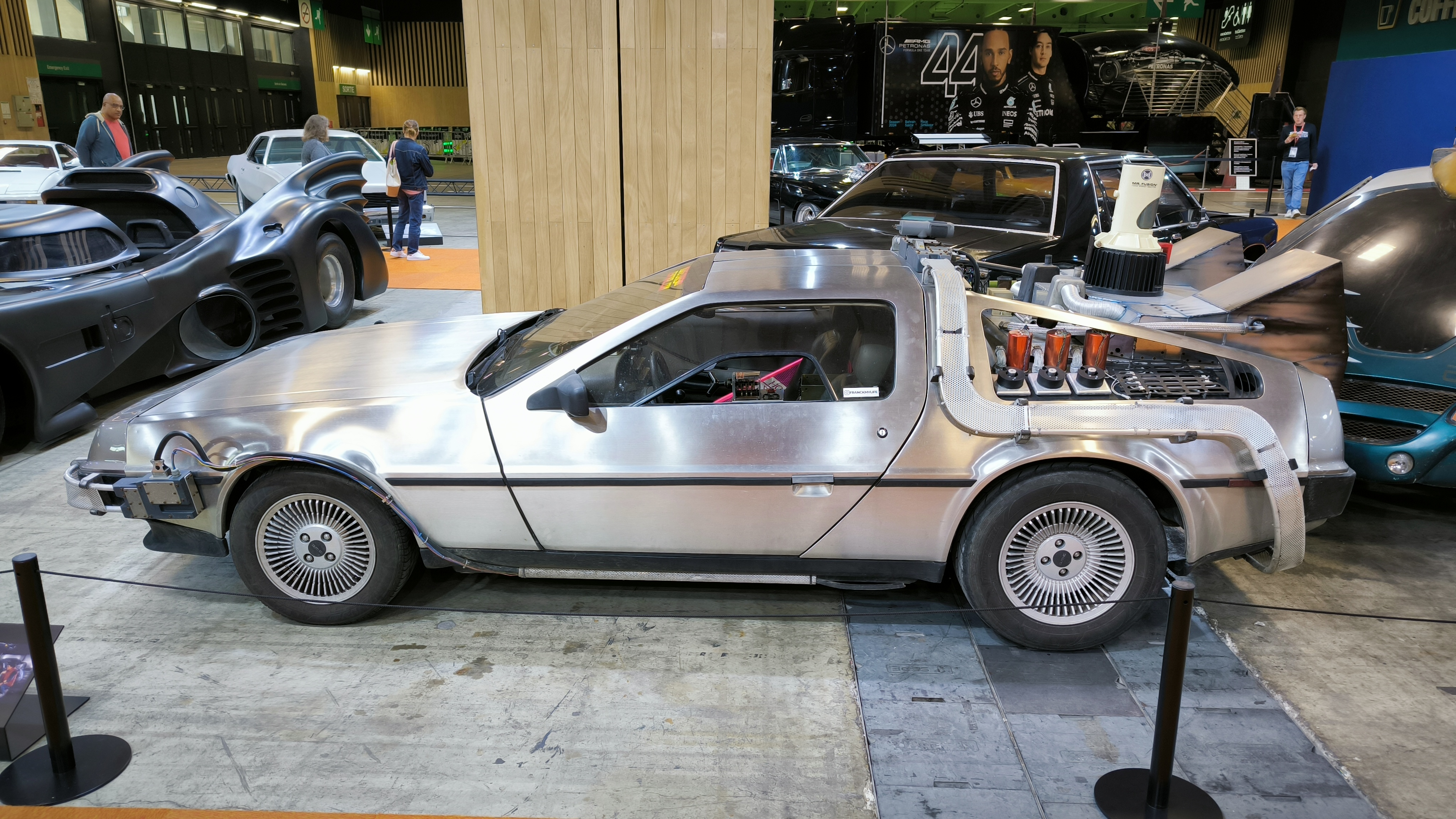
Retour vers le futur
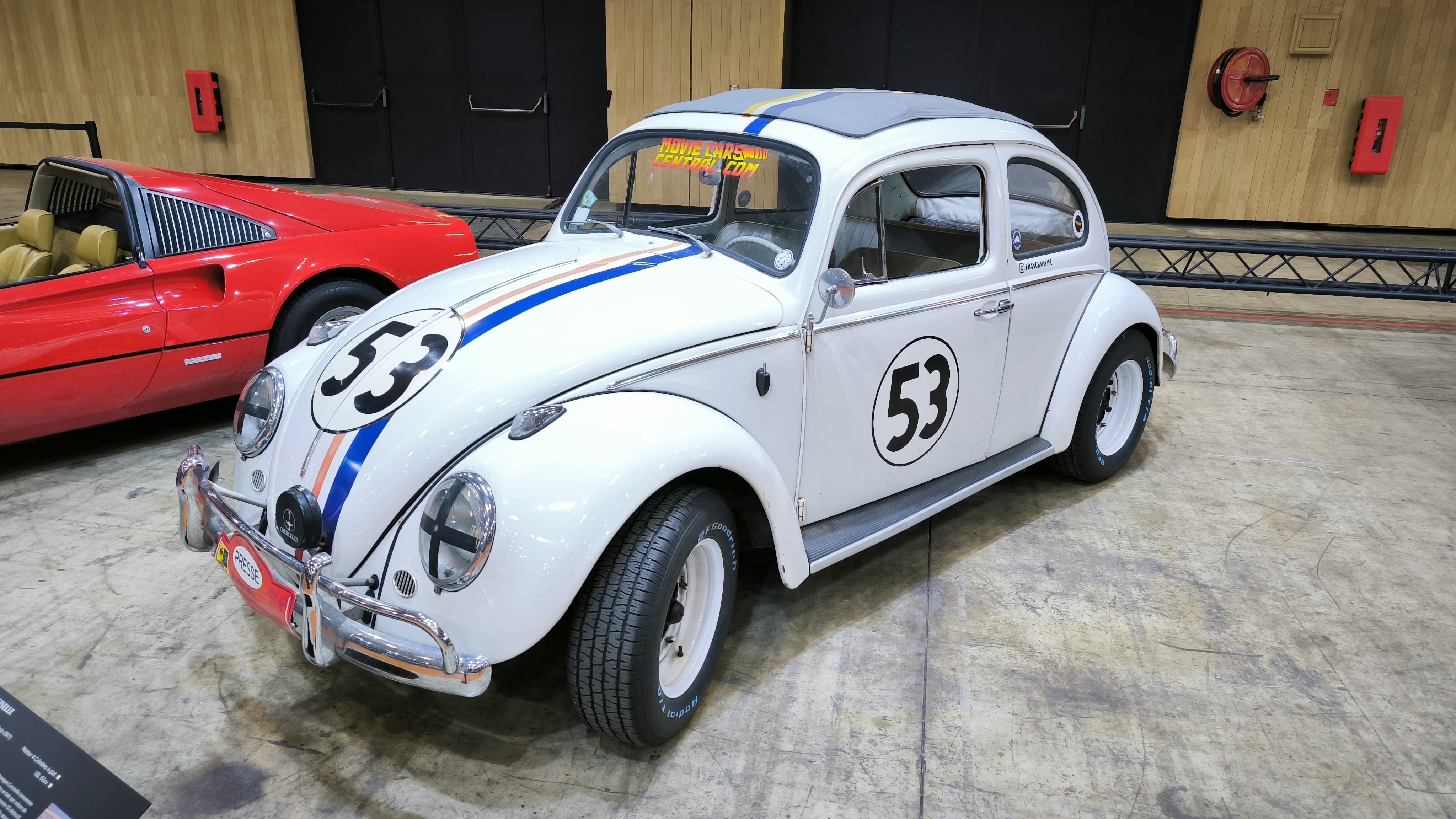
Coccinelle
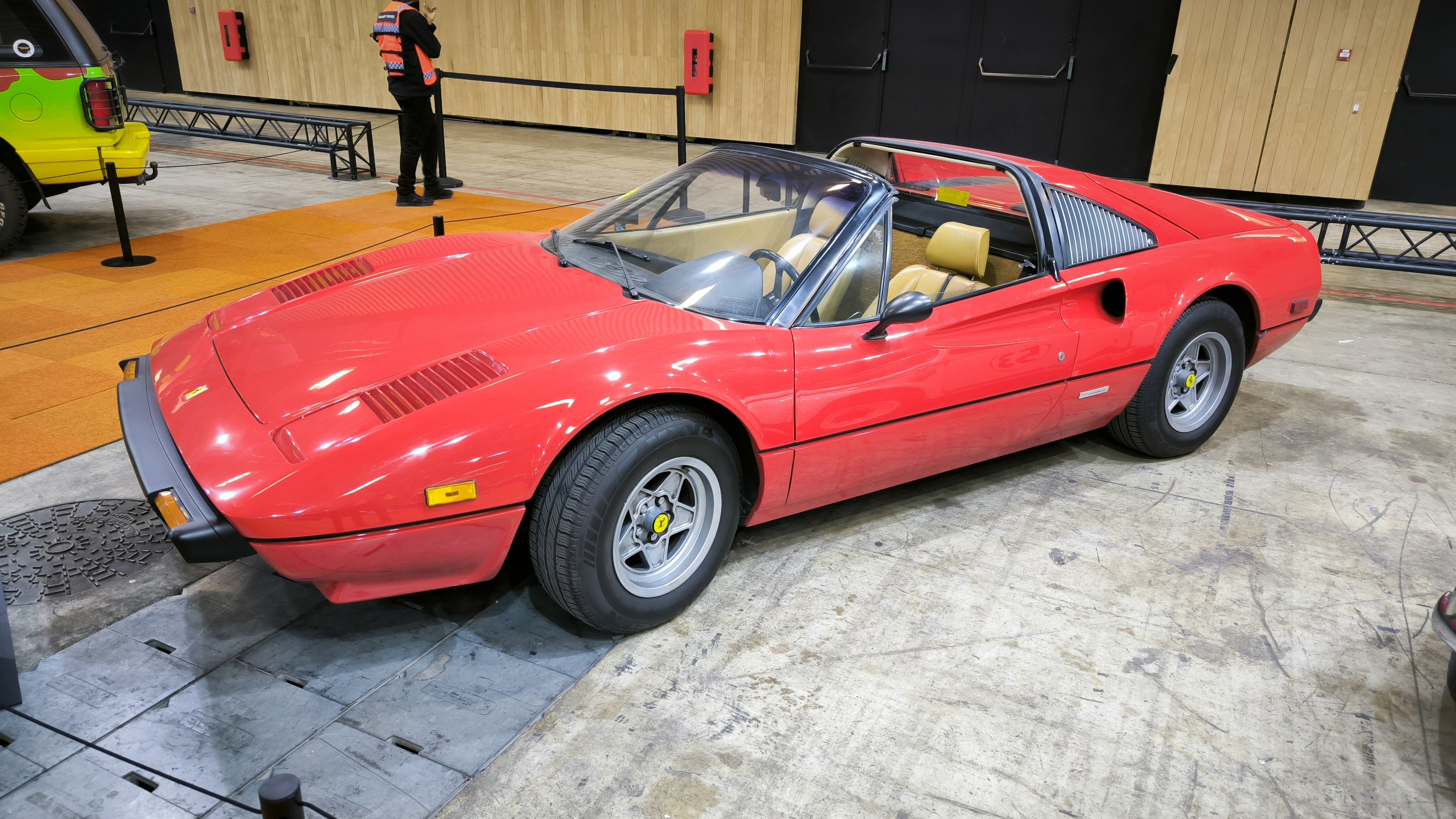
Magnum
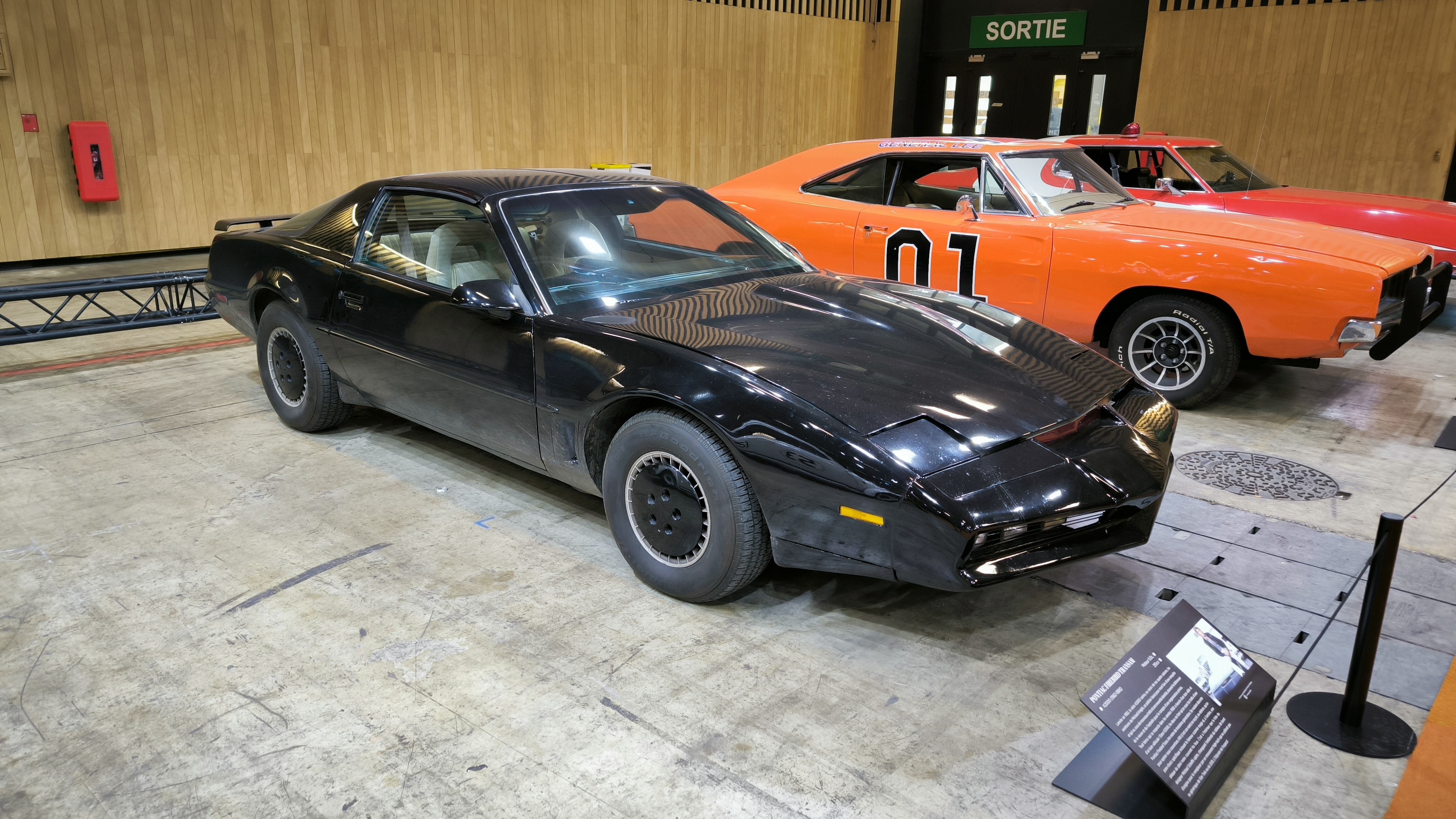
K2000
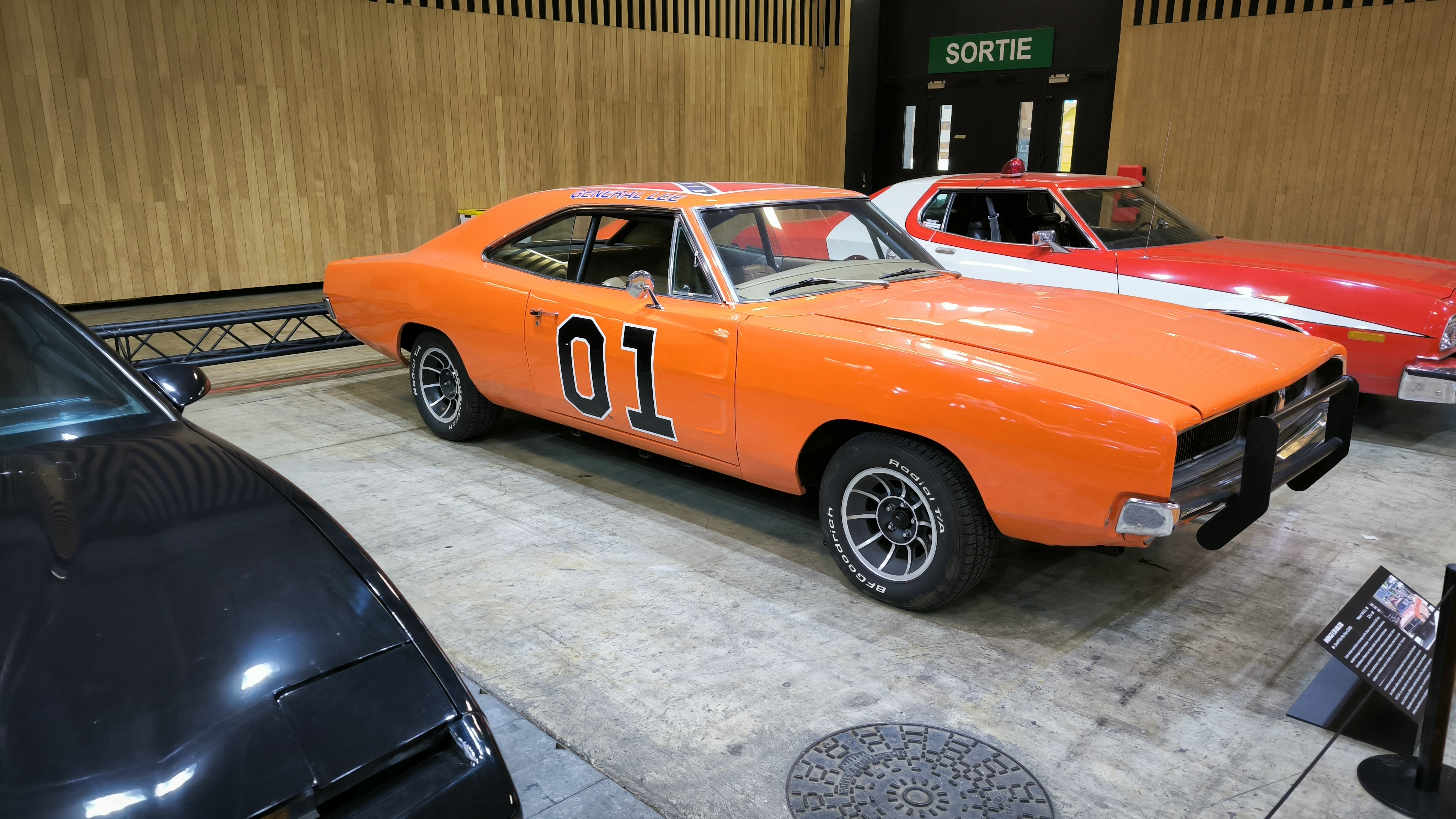
Shérif, fais-moi peur
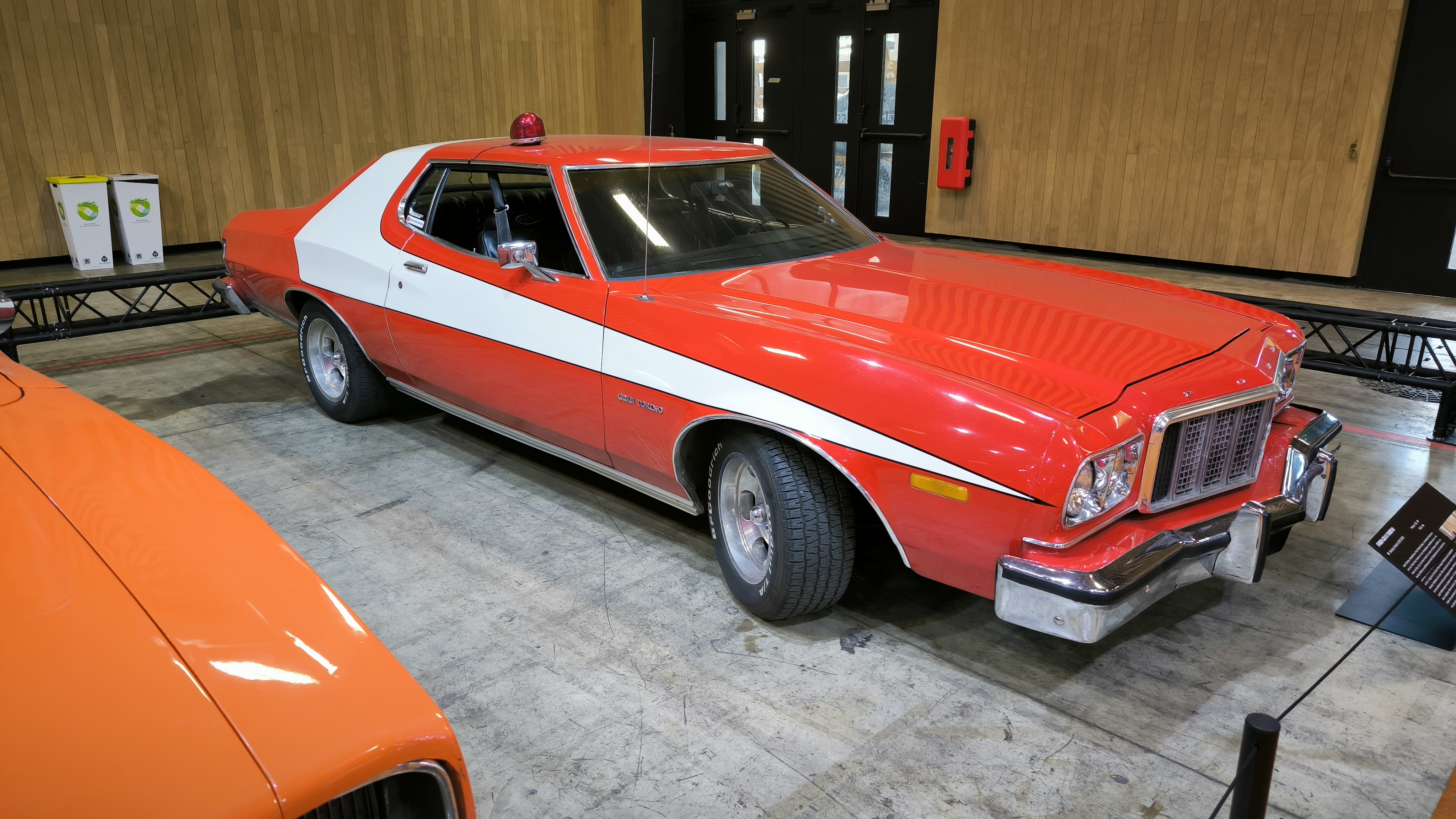
Starsky et Hutch
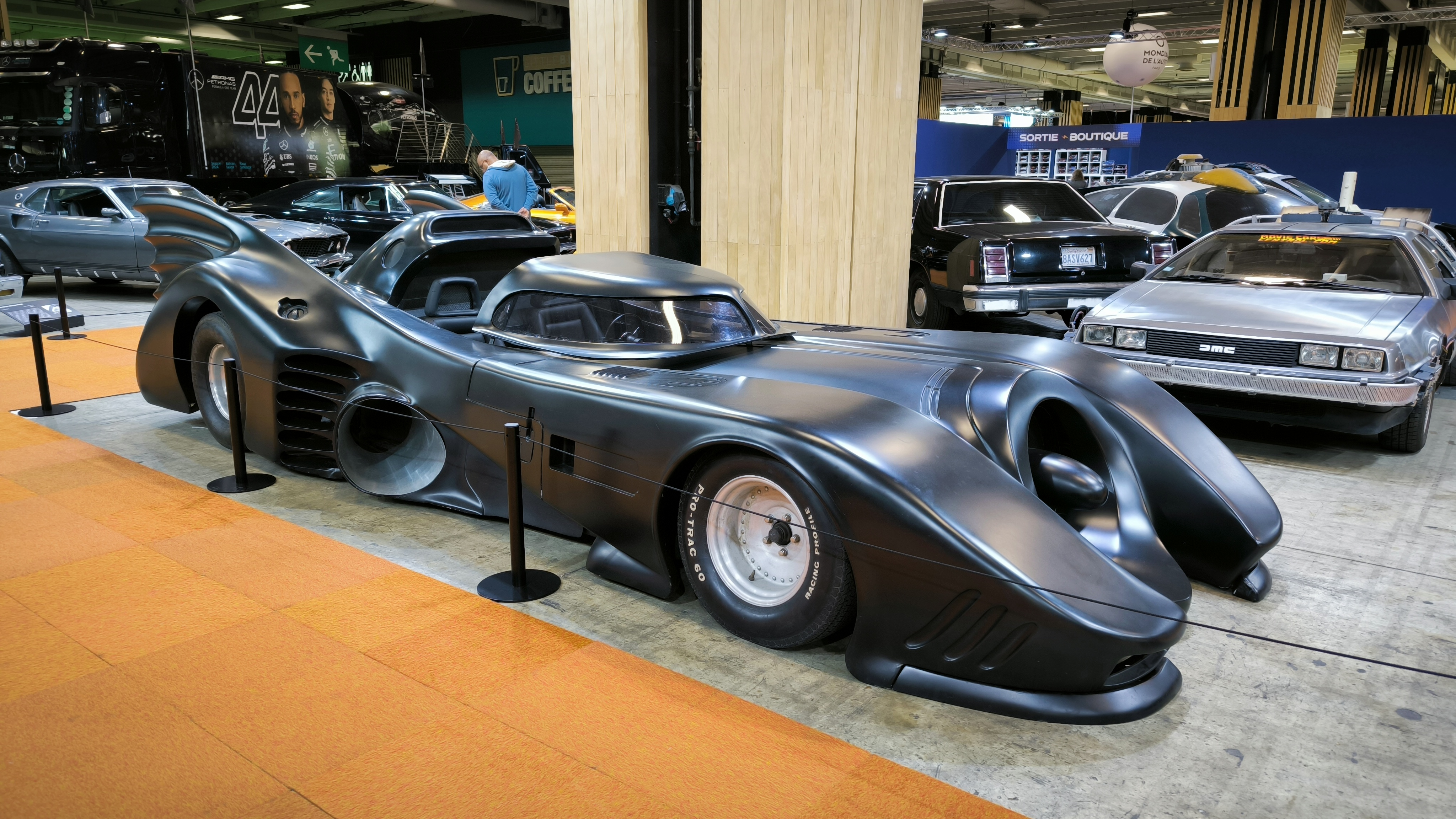
Batman
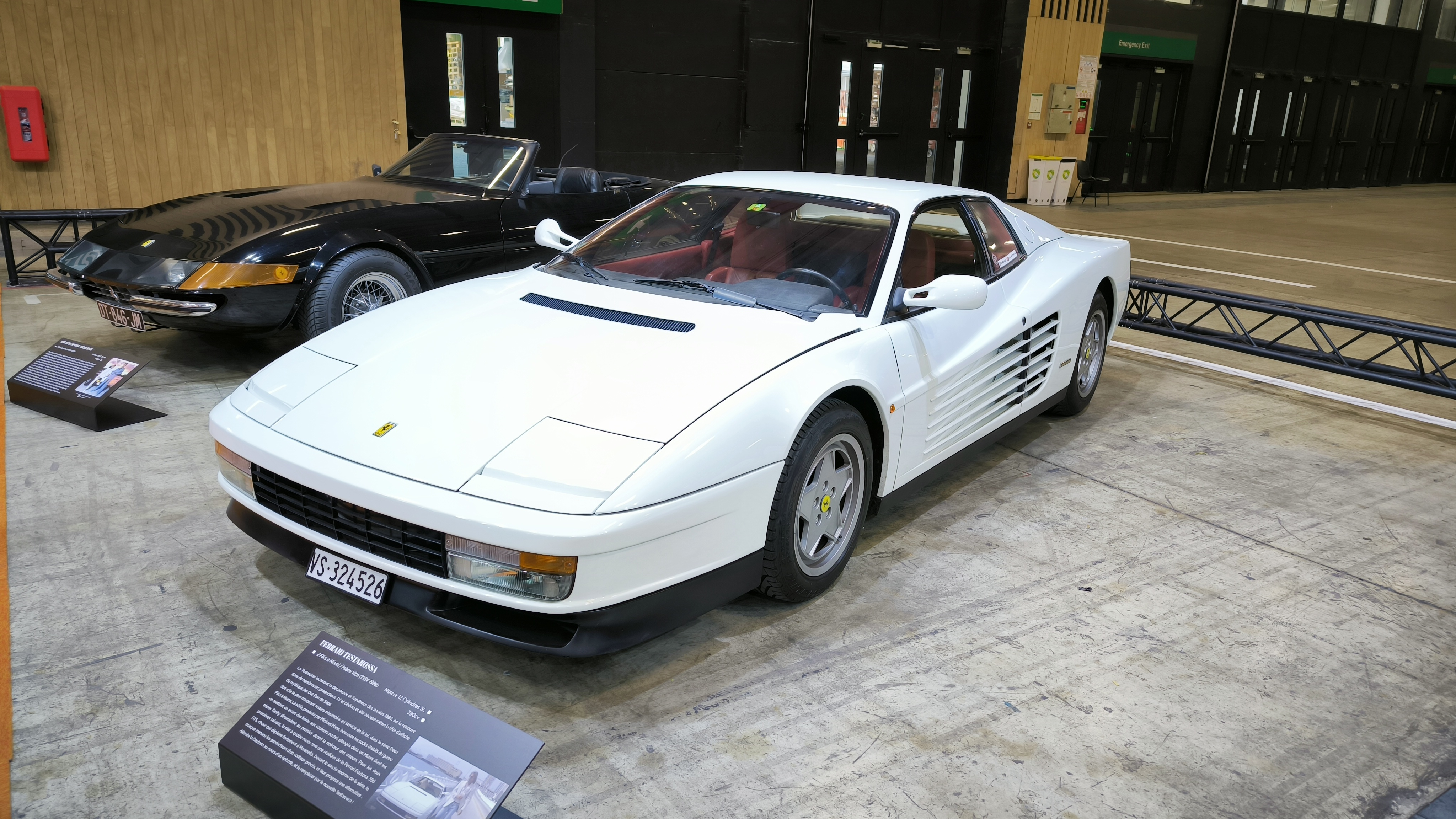
Deux Flics à Miami
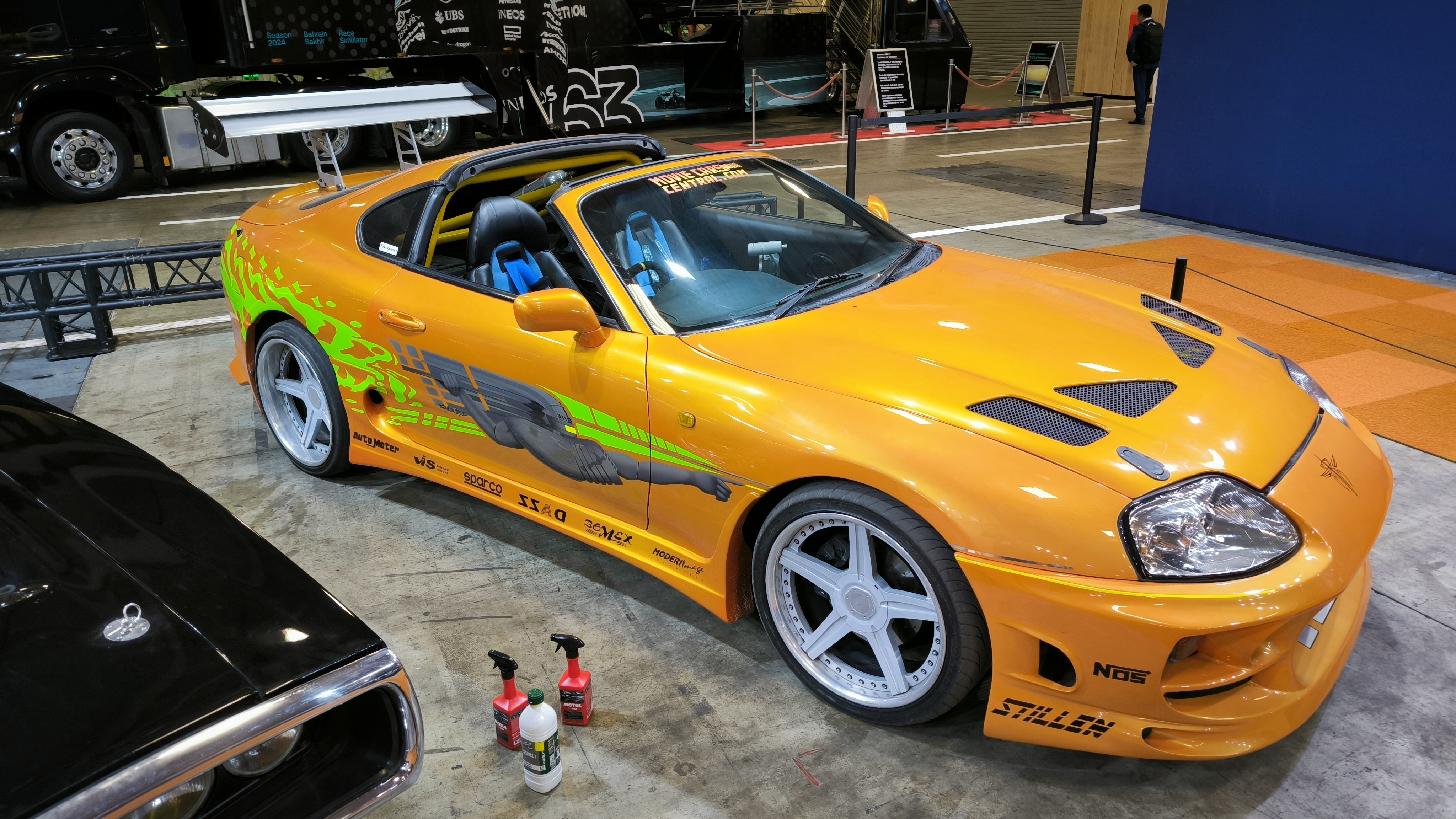
Fast and Furious
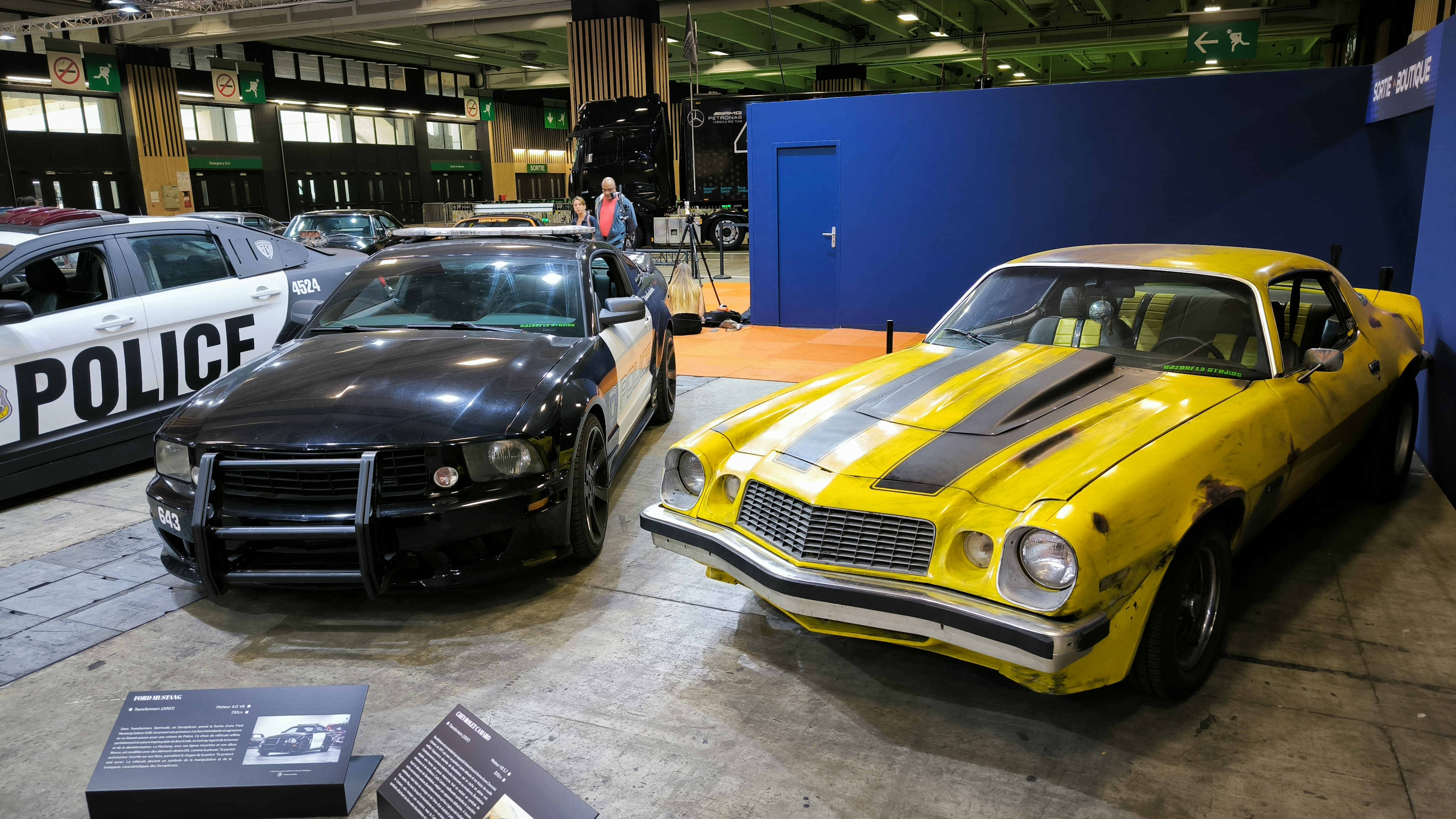
Transformers

### Hommage à Matra

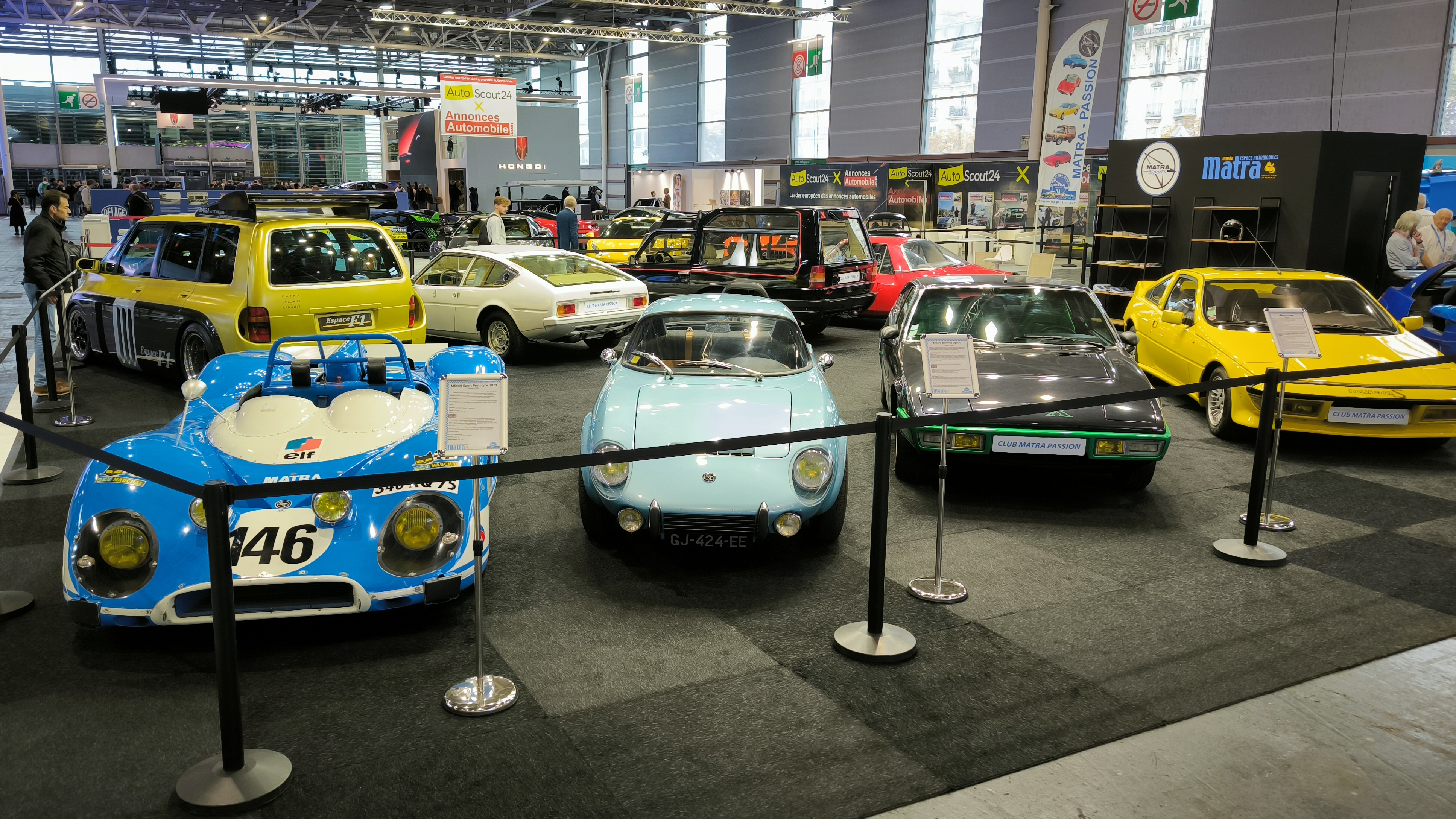
Exposition en hommage à Matra.

Une exposition de véhicules dans le pavillon 5.2 rend hommage au constructeur français Matra Automobiles à travers les modèles qui ont construit l'histoire de Matra :
- Matra Rancho Midnight
- Matra Bagheera
- Matra Hommage 550
- Matra M25 (P38)
- Matra Djet
- Matra Murena S 530
- Matra MS650
- Renault Espace F1

## Exhibition

### Nouveautés
- Alfa Romeo Junior Veloce
- Alpine A290
- Alpine A110 RS
- Audi A5 III
- Audi Q5 III
- Audi A6 e-tron
- Audi Q6 e-tron Sportback[10]
- BMW X3 IV
- BMW M5
- BYD Seal 06 GT[11]
- BYD Sealion 07[12]
- Cadillac Optiq
- Cadillac Lyriq
- Dacia Bigster[13]
- Dongfeng MHero 1
- Ford Capri
- GAC Aion Hyptec HT[14]
- Hongqi EH7
- Hongqi EHS7
- Kia EV3[15]
- Kilow La Bagnole
- Leapmotor B10[16]
- Leapmotor C10
- Maxus eTERRON 9[17]
- Mini Aceman
- Mini Aceman JCW[18]
- Mini Cooper JCW
- Mobilize Duo[19]
- Mobilize Bento
- Peugeot e-408[20]
- Renault 4 E-Tech Electric
- Renault 5 E-Tech Rolland Garros
- Škoda Elroq[21]
- Skyworth Model K[22]
- Skyworth Q[23]
- THK LSR-05[24]
- Volkswagen Tayron[25].
- XPeng G6[26]
- Xpeng P7i[27]
- Yangwang U8

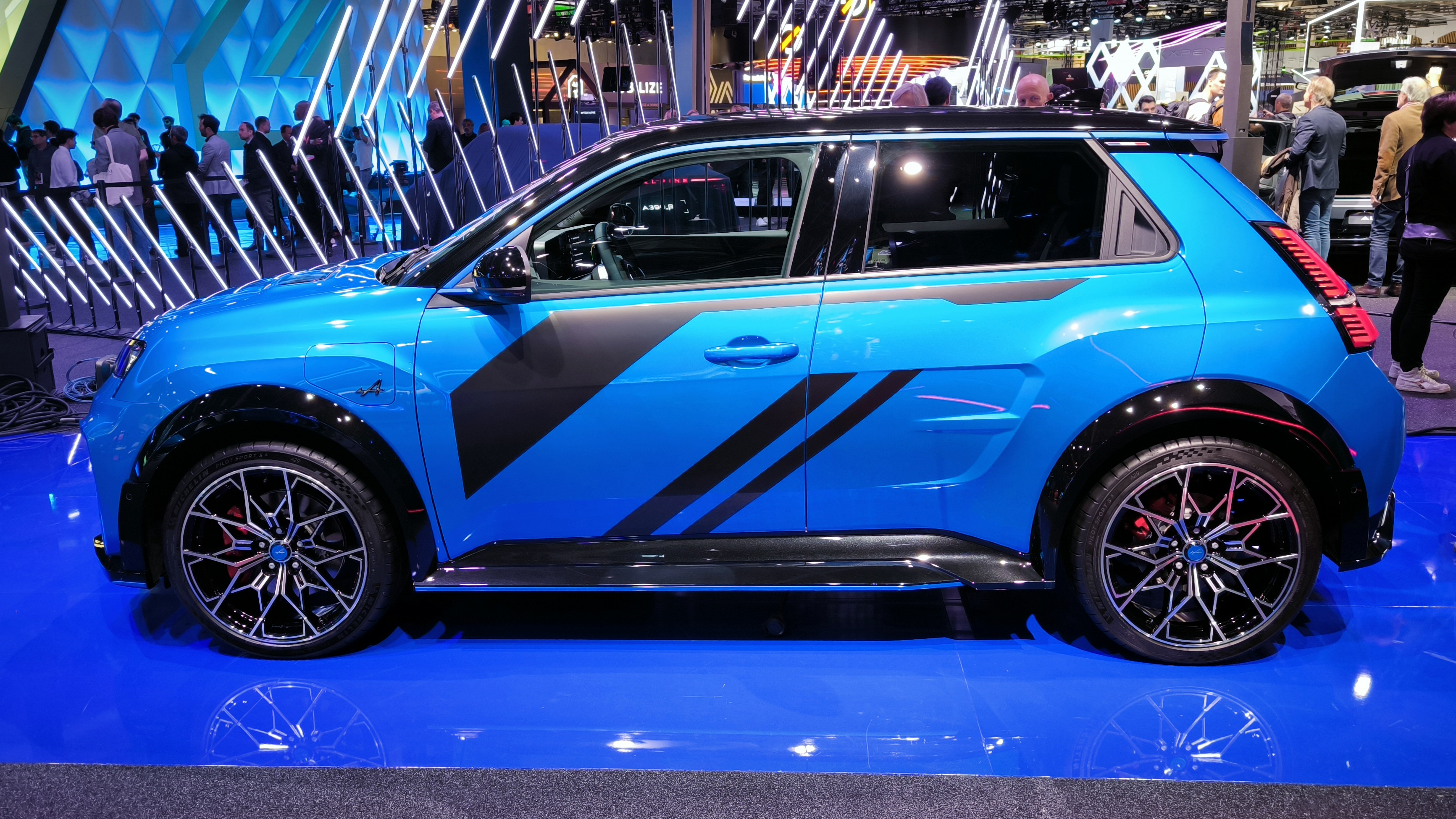
Alpine A290
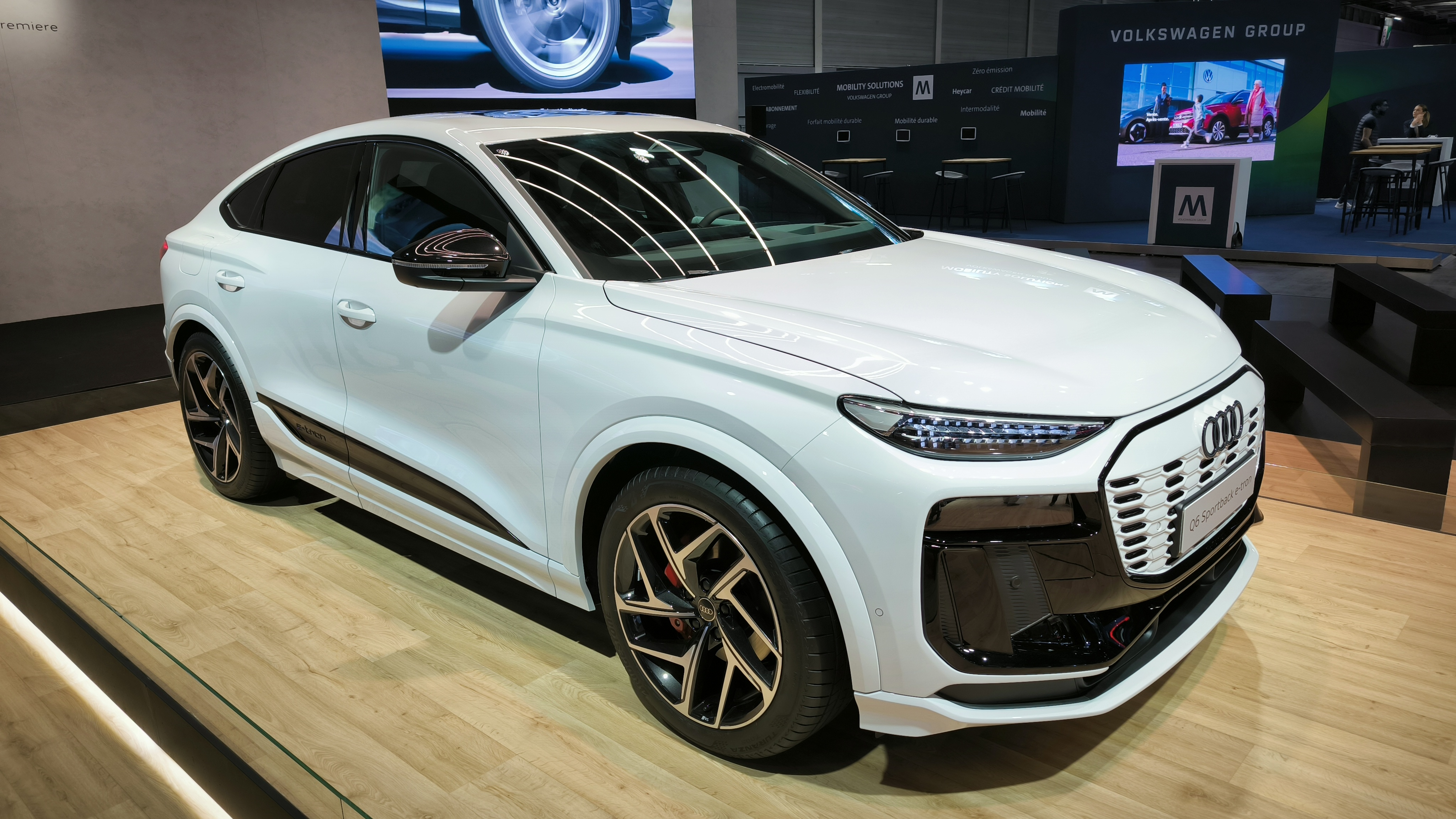
Audi Q6 e-tron Sportback
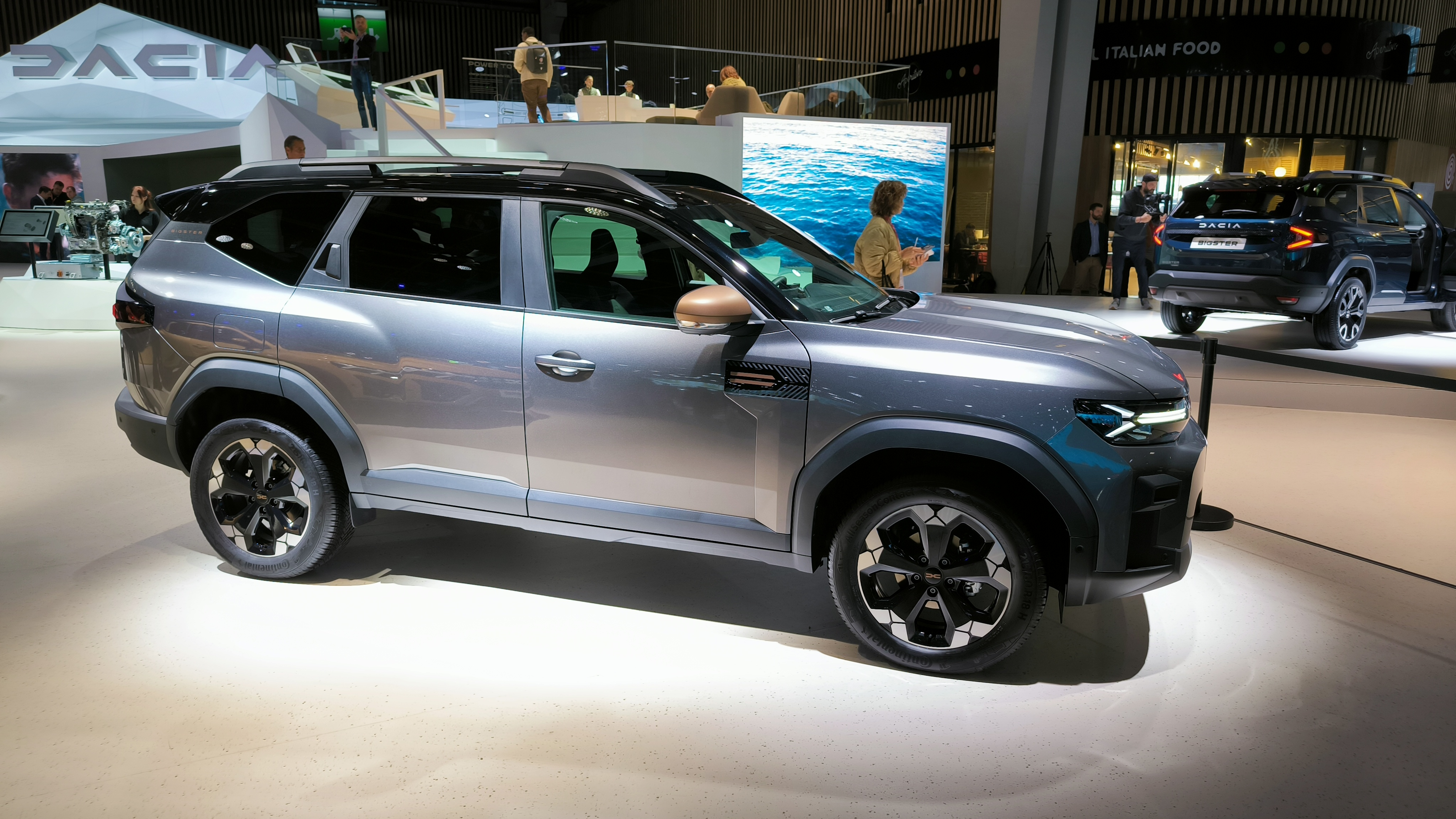
Dacia Bigster
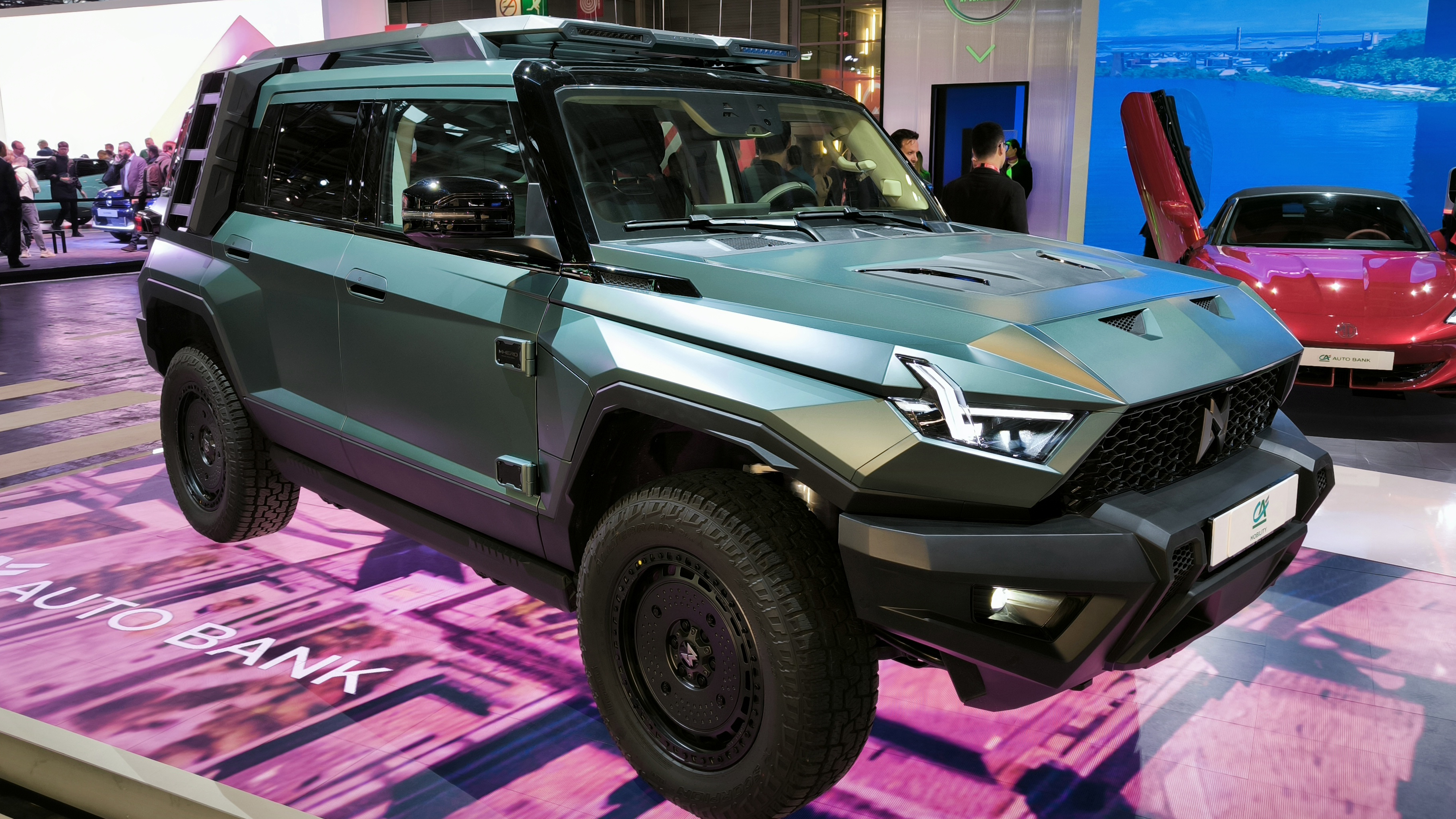
Dongfeng MHero 1
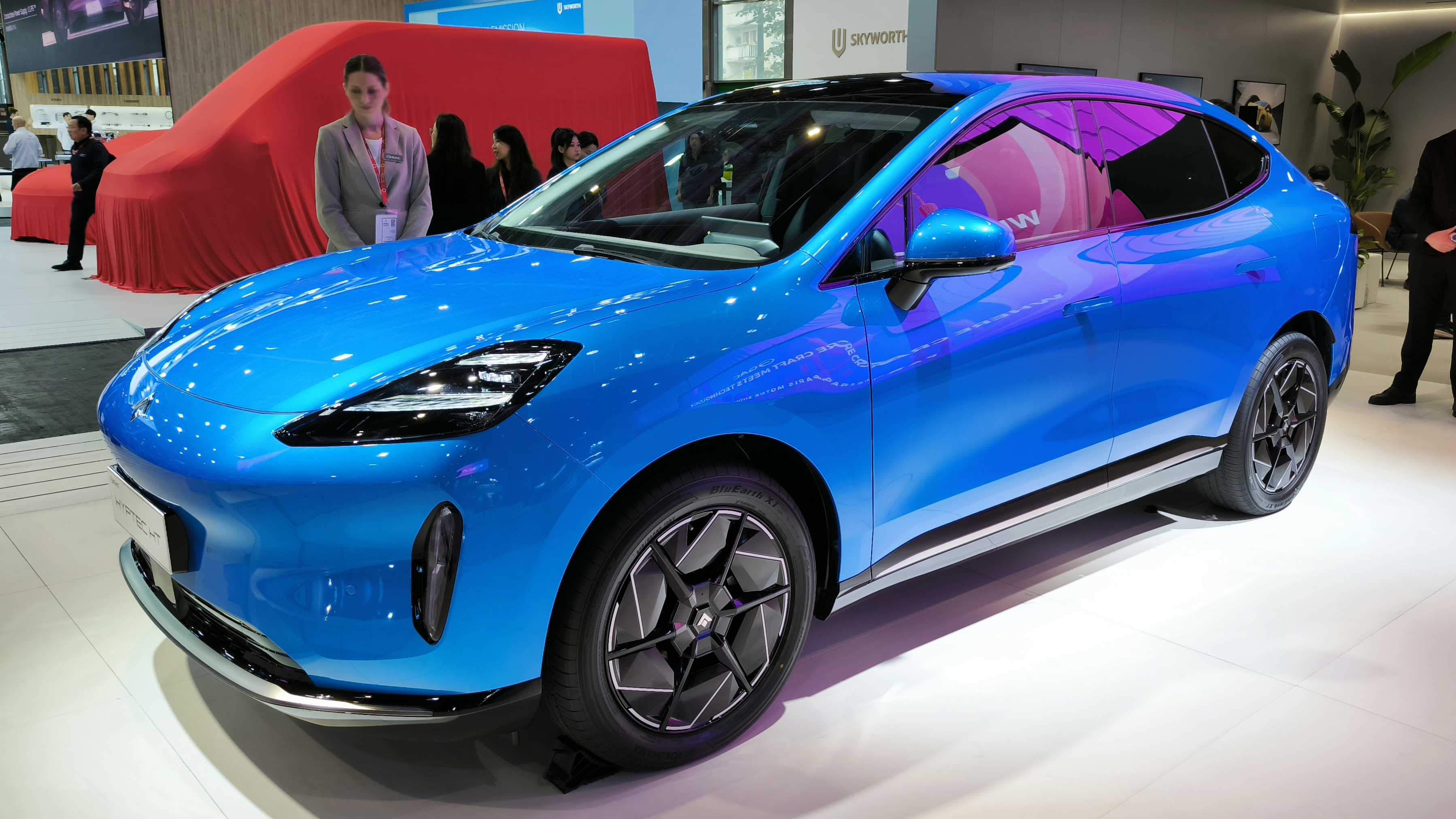
GAC Aion Hyptec HT
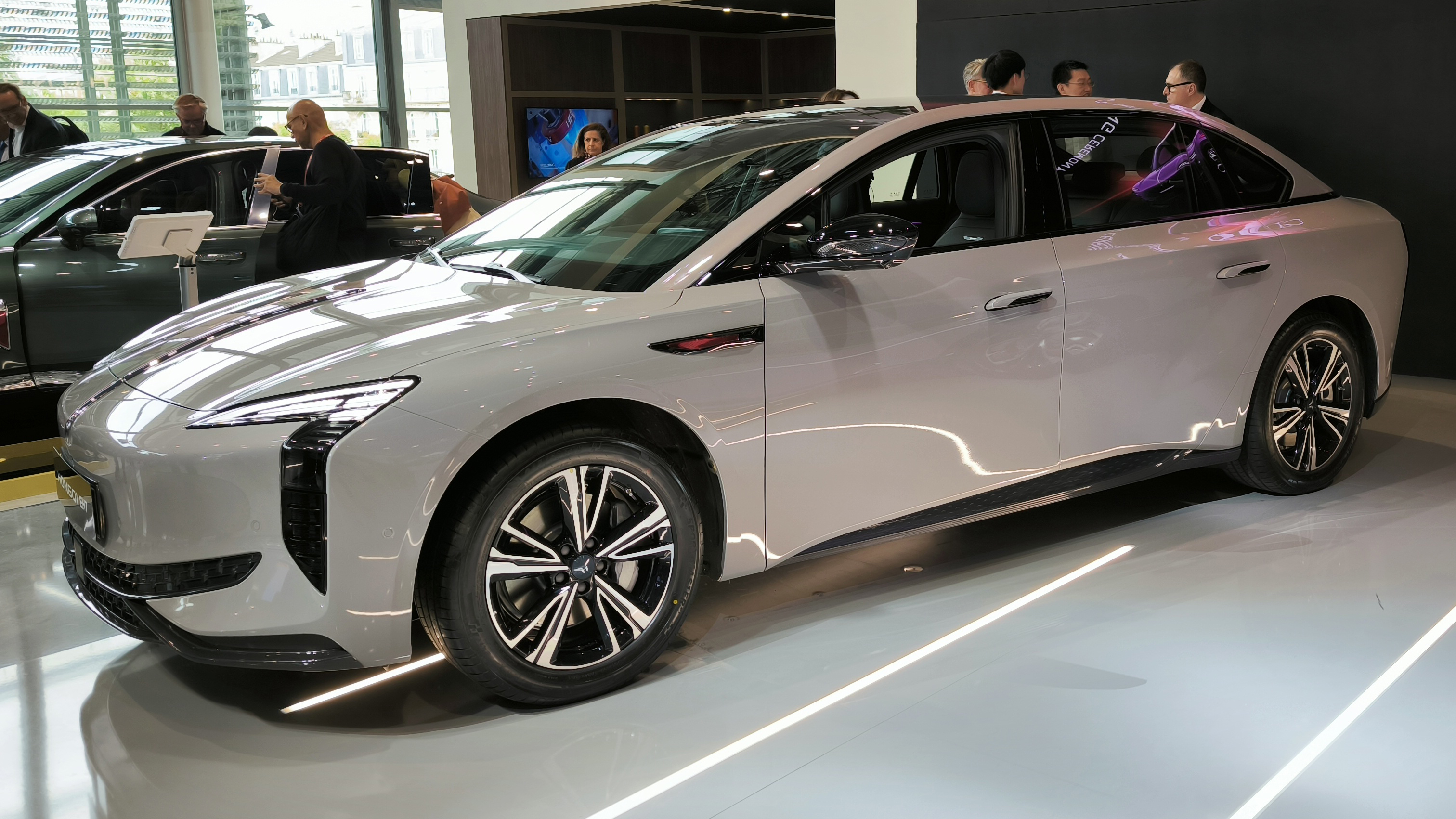
Hongqi EH7
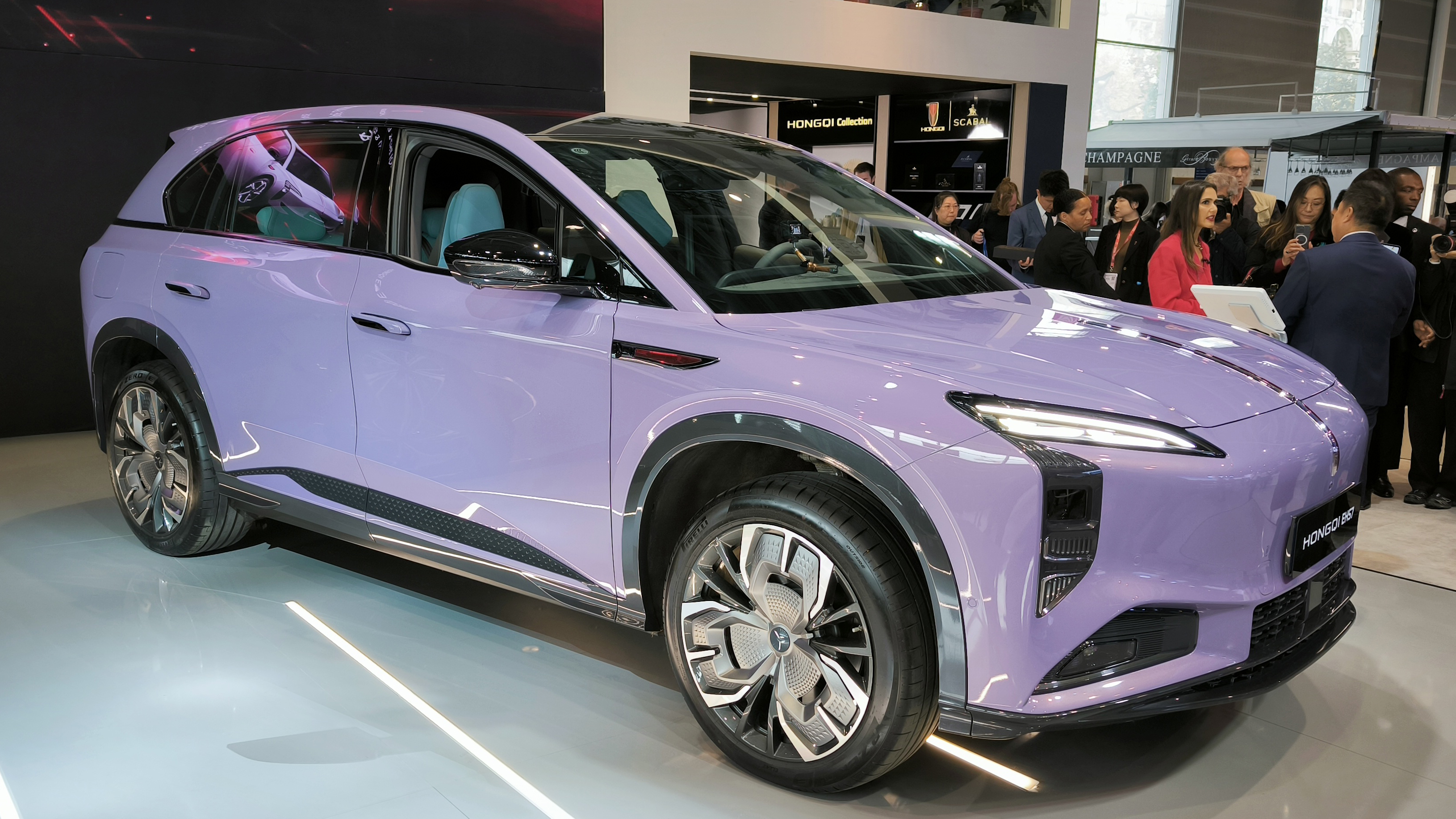
Hongqi EHS7
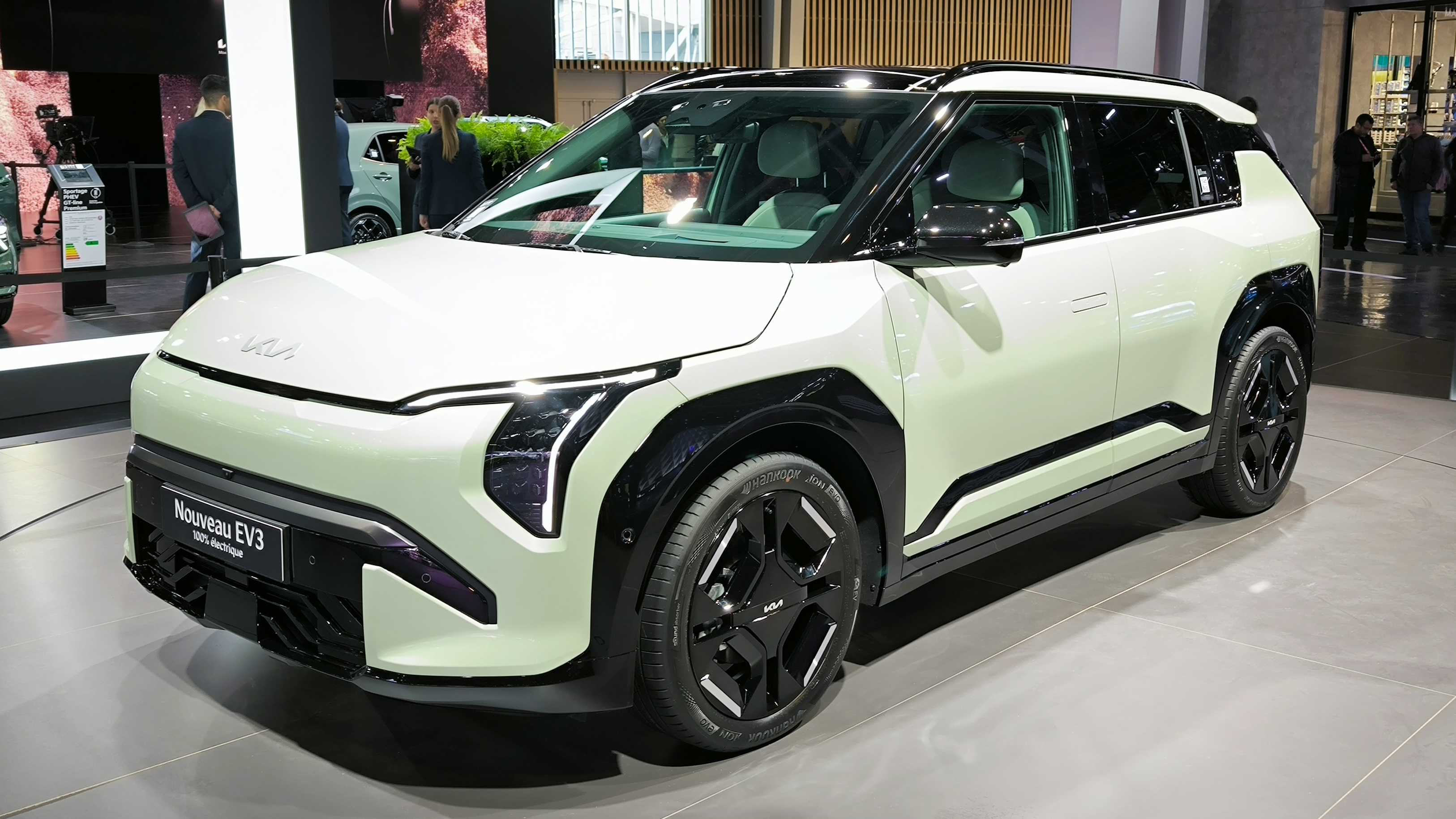
Kia EV3
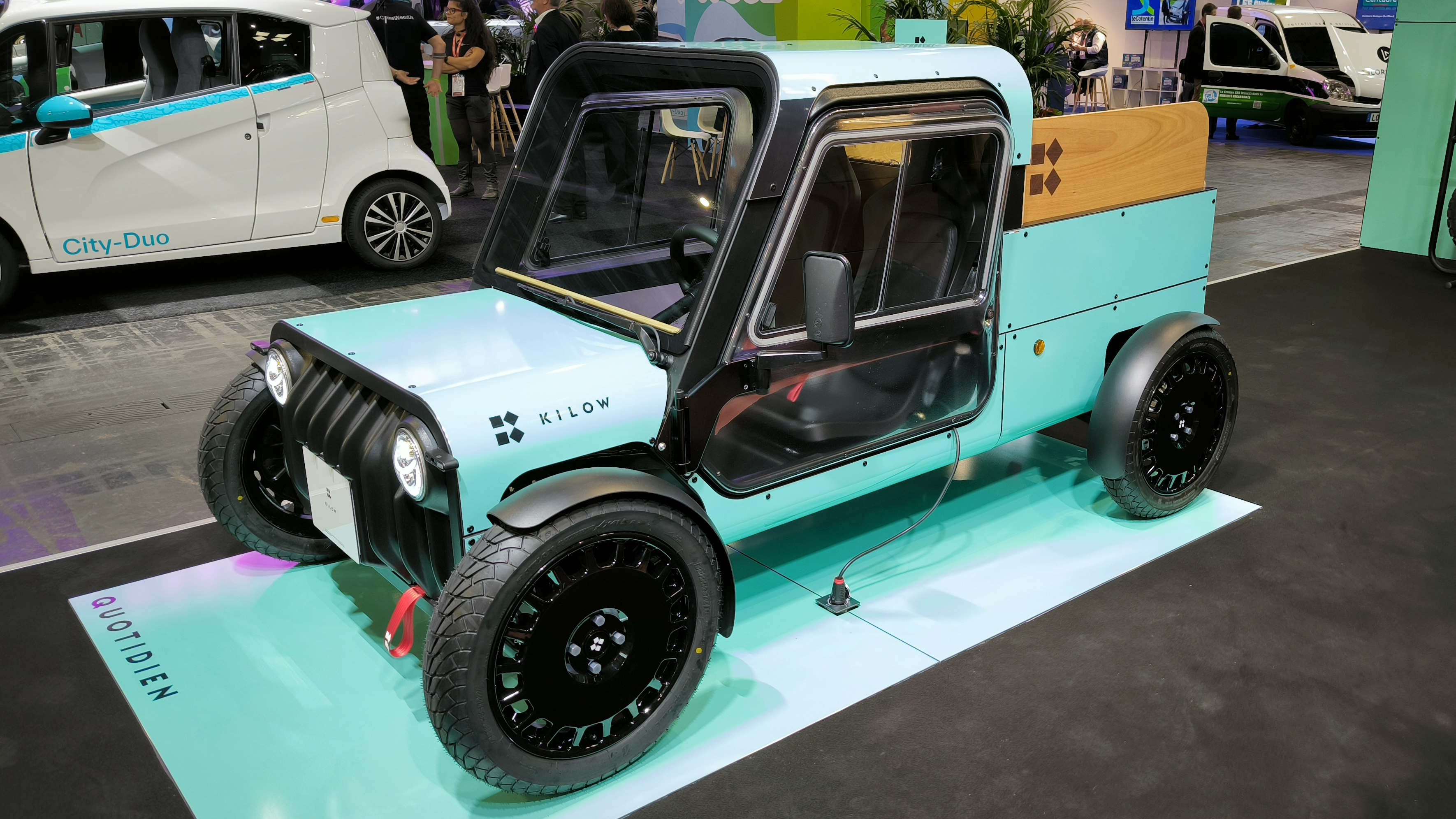
Kilow La Bagnole
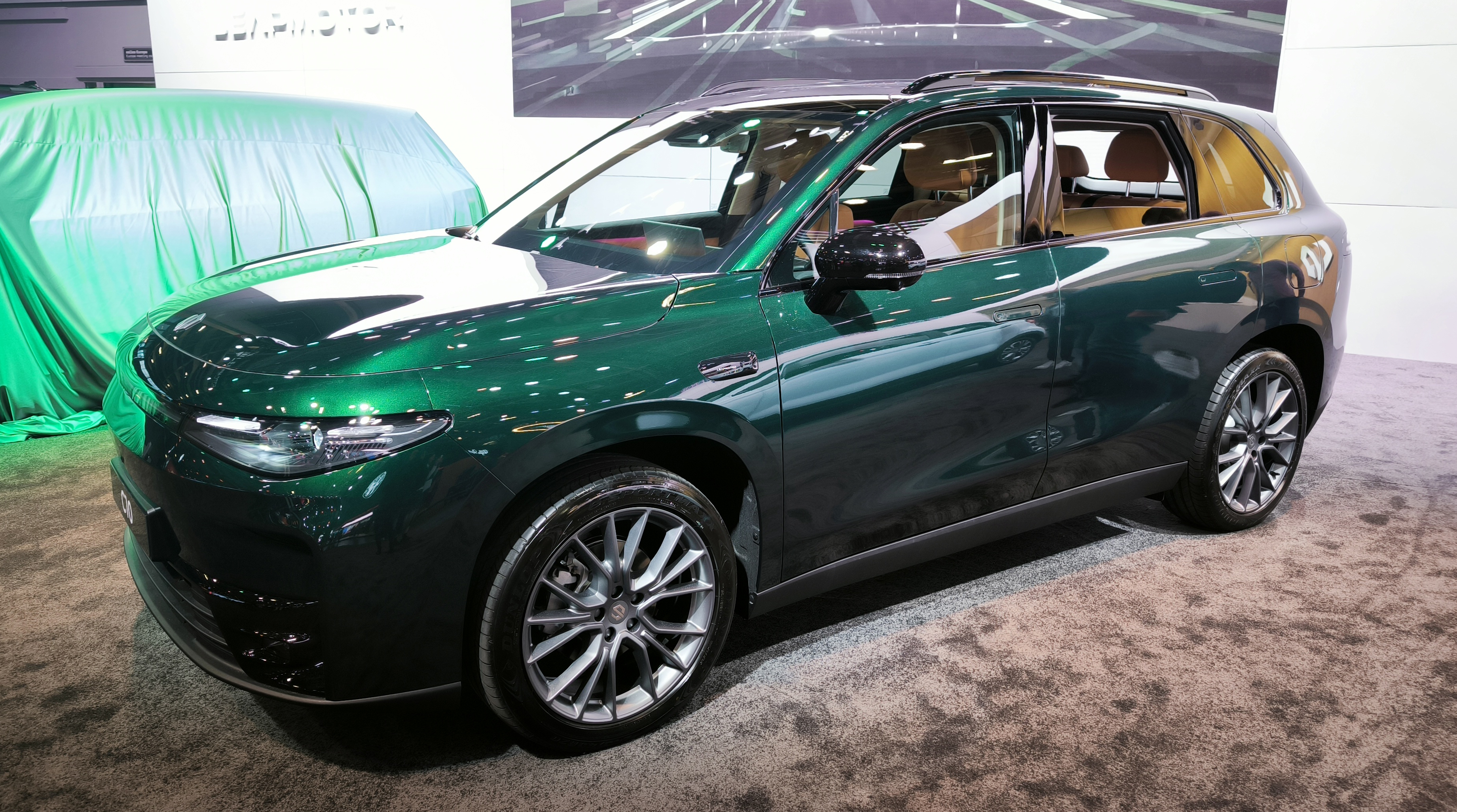
Leapmotor C10
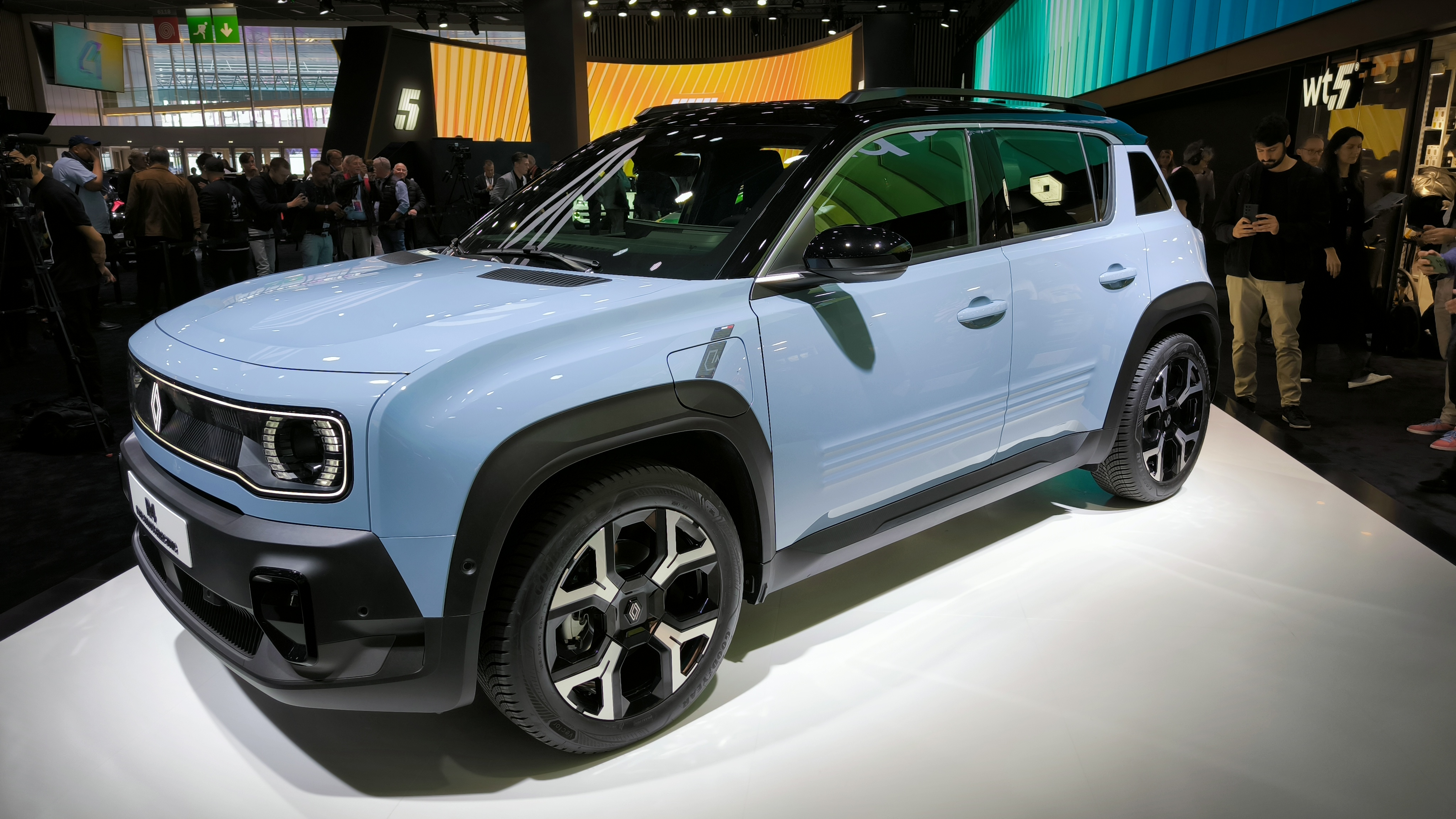
Renault 4 E-Tech Electric
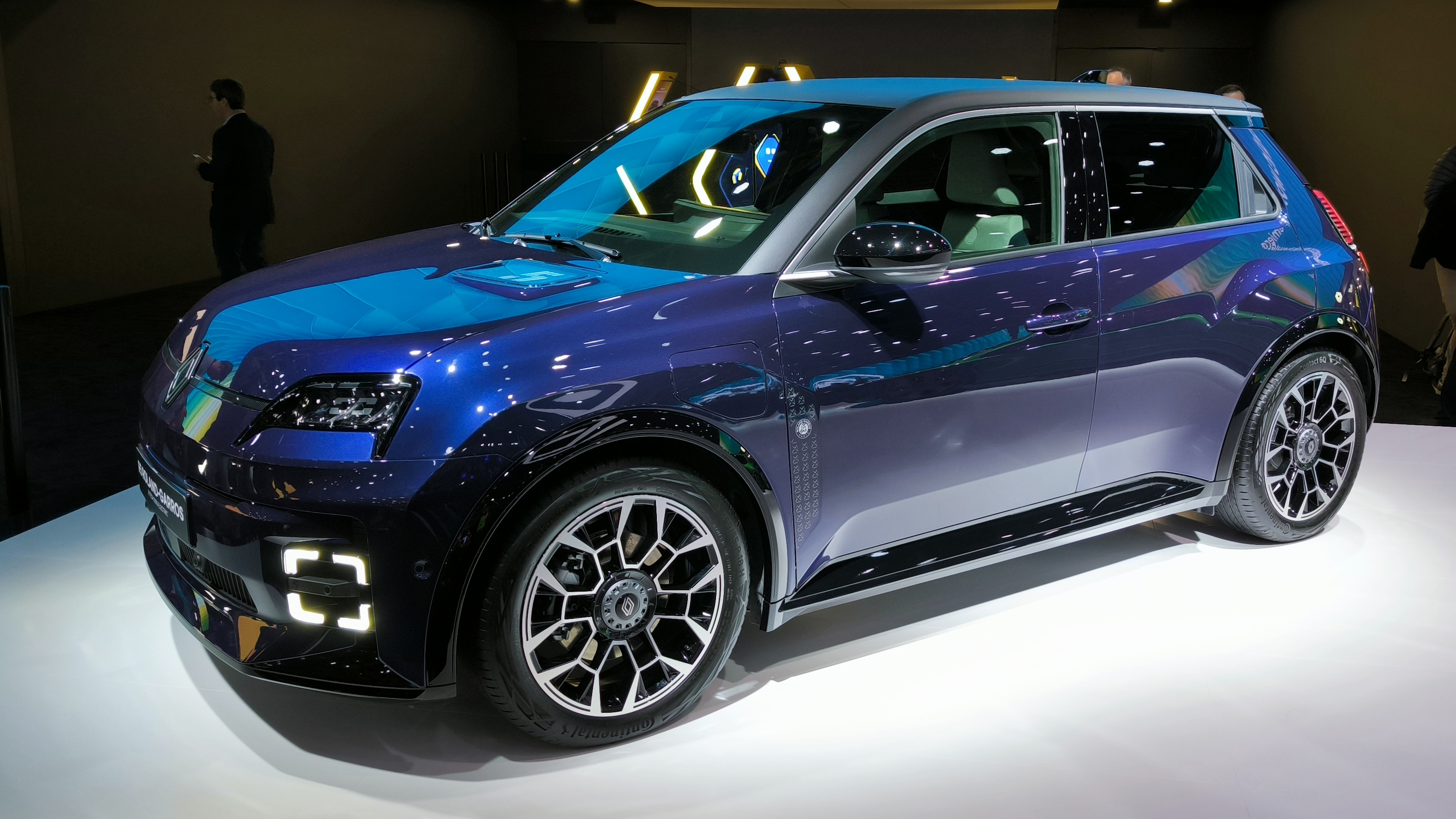
Renault 5 Rolland Garros
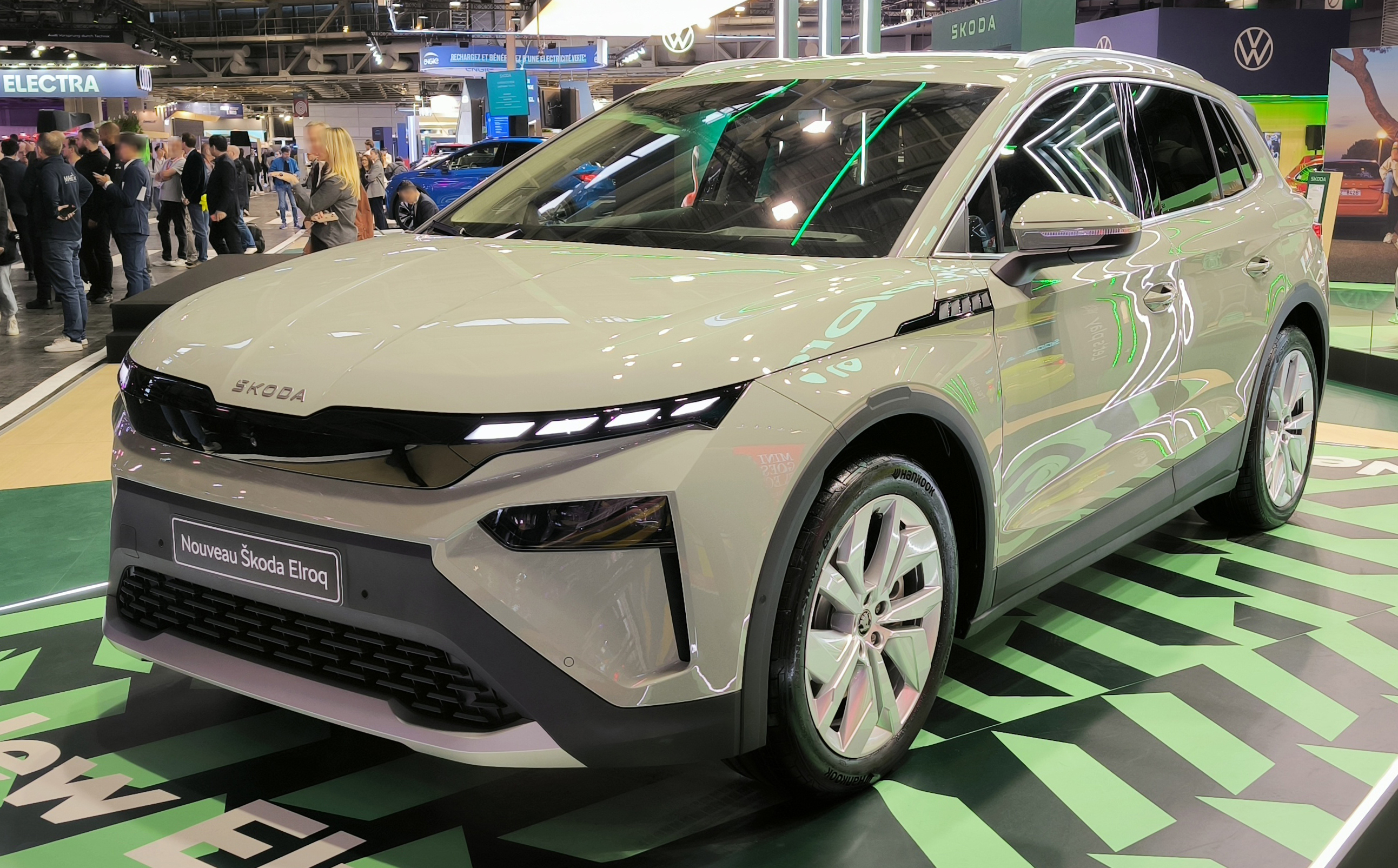
Škoda Elroq
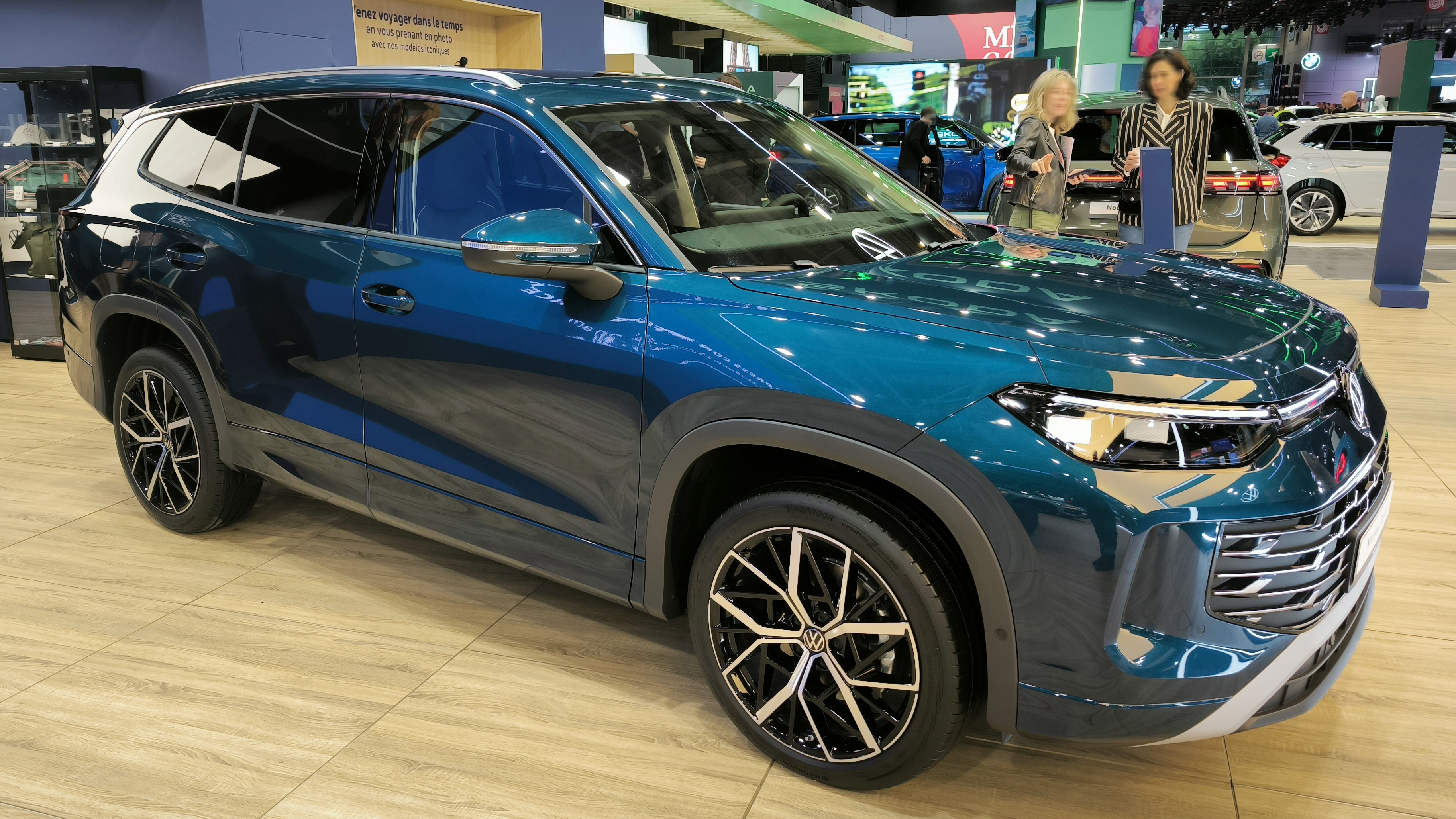
Volkswagen Tayron

### Restylages
- Audi RS3 phase 2
- Citroën C4 III phase 2[28]
- Citroën C4 X phase 2[29]
- Ford Kuga III phase 2[30]

### Concept cars
- Alpine Alpenglow Hy6[31]
- Alpine A390_β Concept[32]
- BMW Vision Neue Klasse[33]
- BMW Vision Neue Klasse X
- Citroën Ami Buggy Vision
- Citroën C5 Aircross Concept[34]
- Kia PV5 Concept[35]
- Peugeot Inception
- Renault Emblème Concept
- Renault Estafette Concept[36]
- Renault Fl4wer Power Concept[37]
- Renault R17 Electric Restomod x Ora Ïto[38]
- Renault Twingo Concept
- THK LSR-05
- Volkswagen ID.GTI Concept

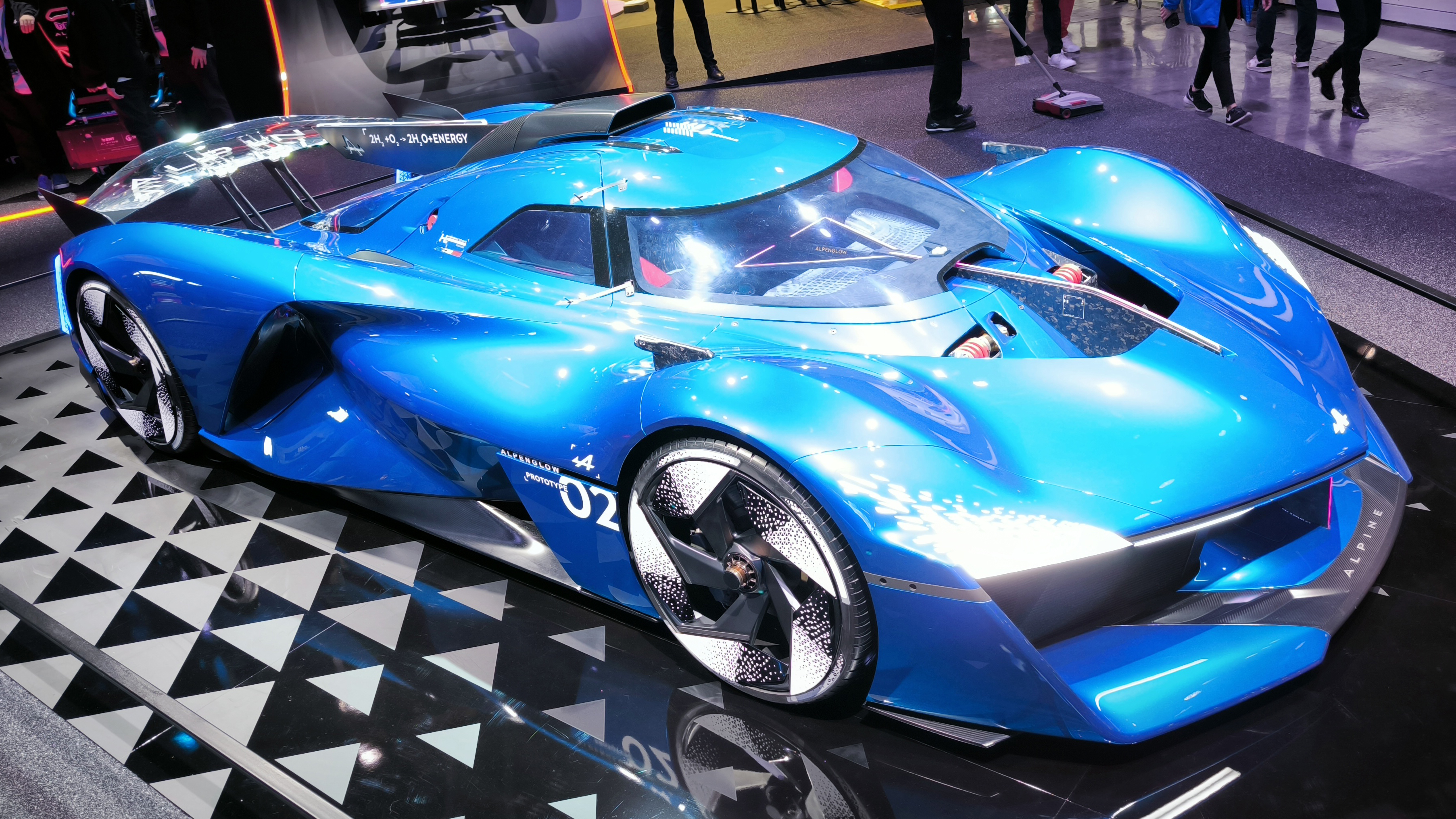
Alpine Alpenglow Hy6
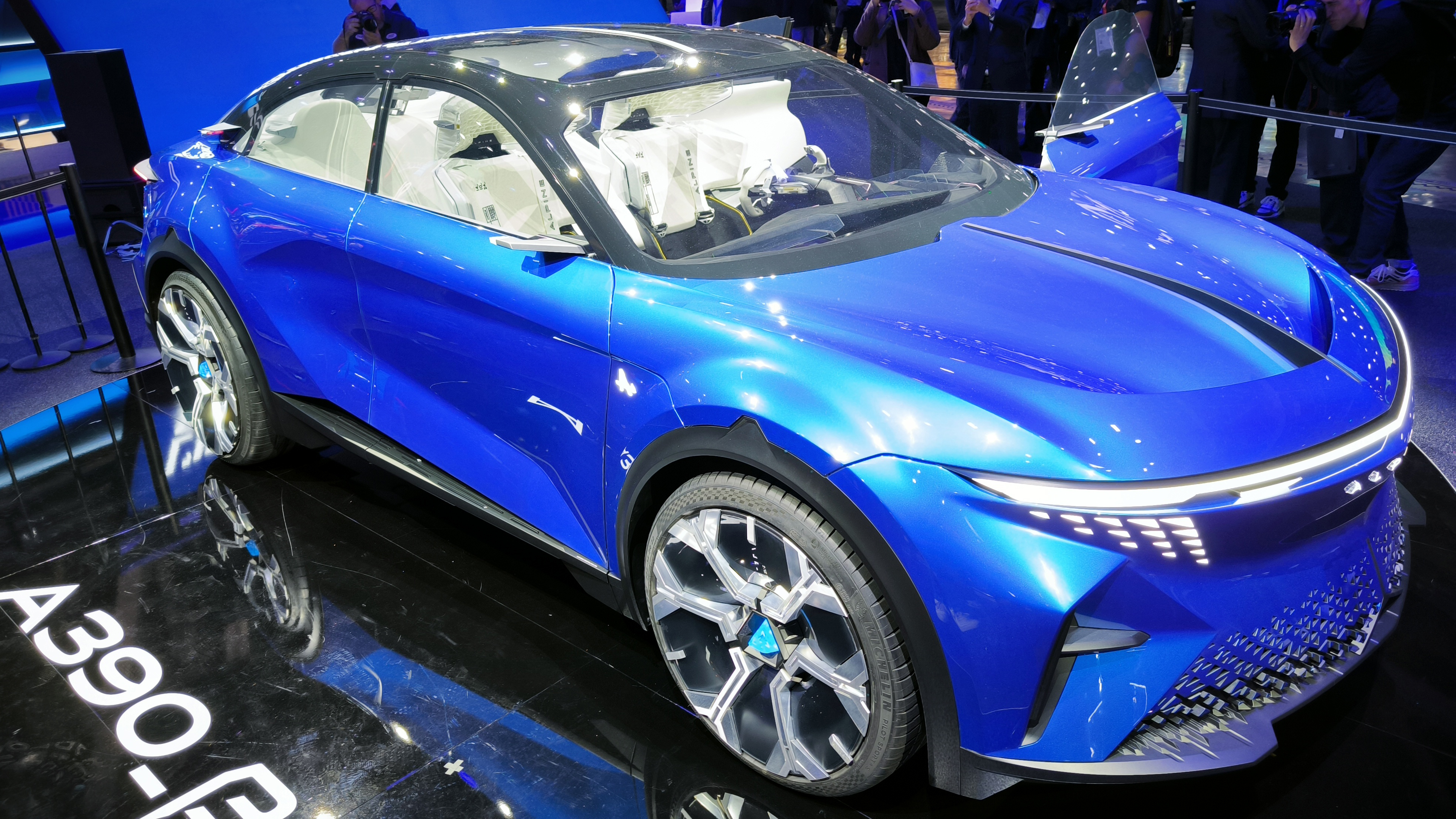
Alpine A390_β Concept
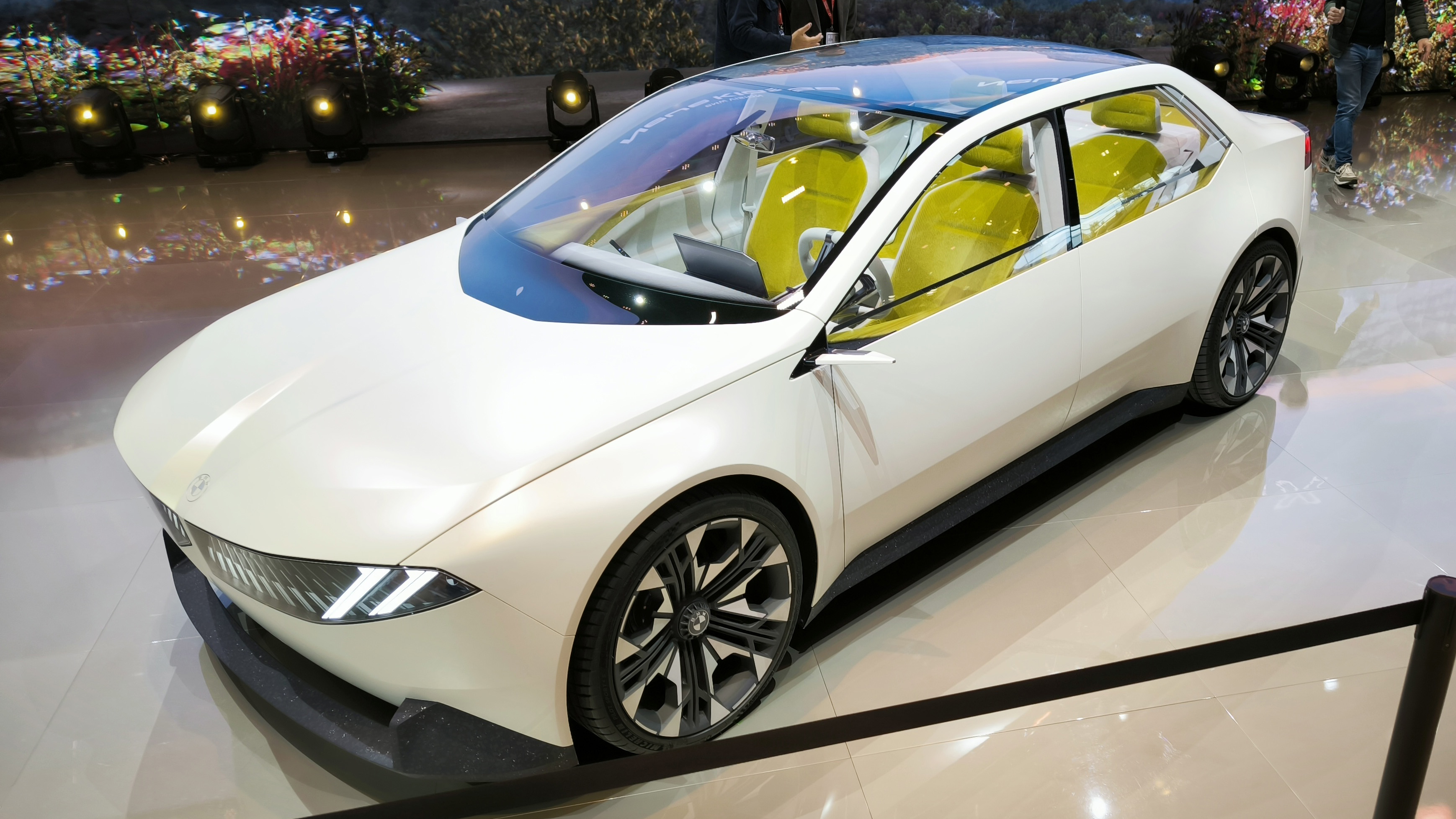
BMW Vision Neue Klasse
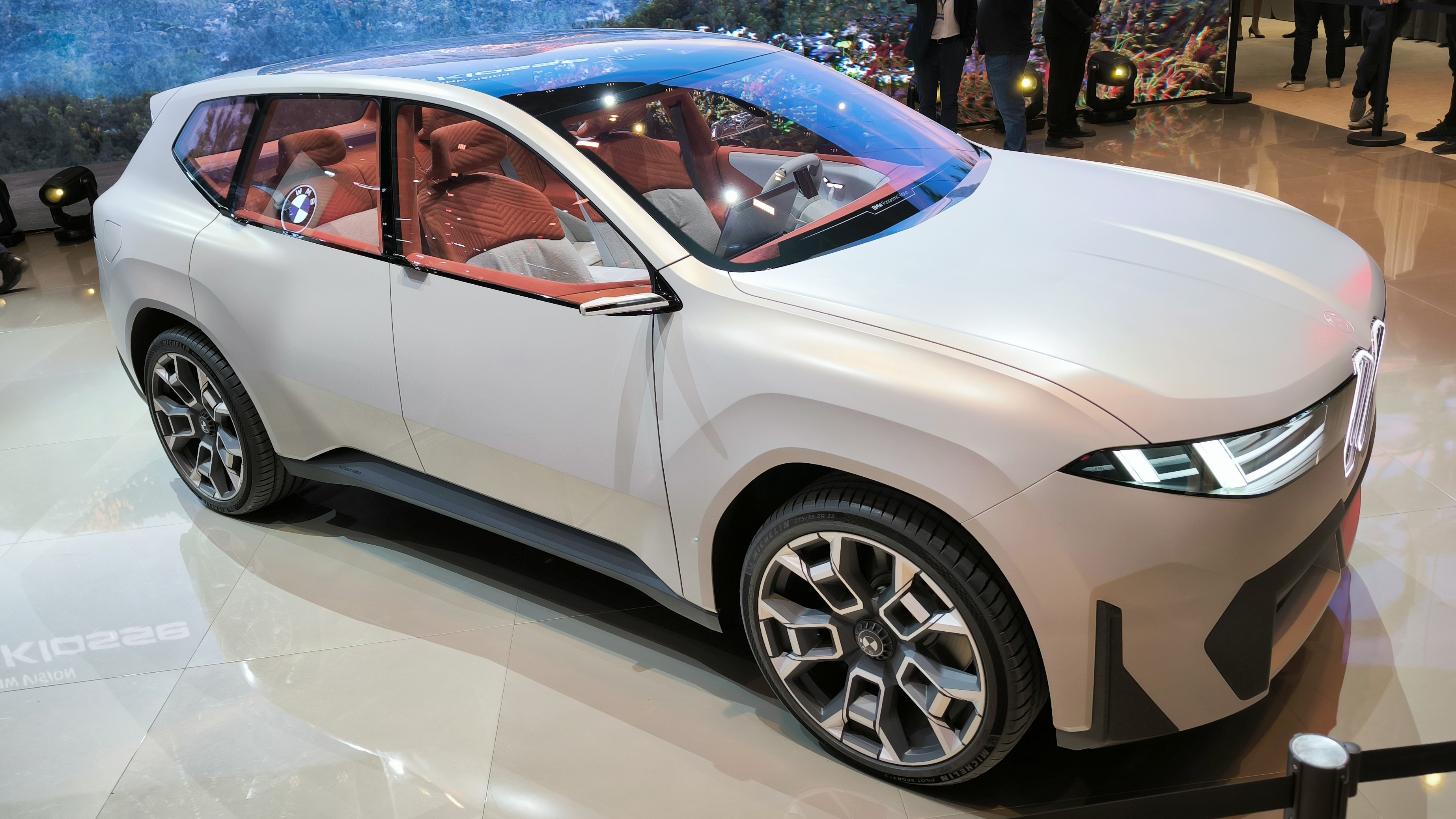
BMW Vision Neue Klasse X
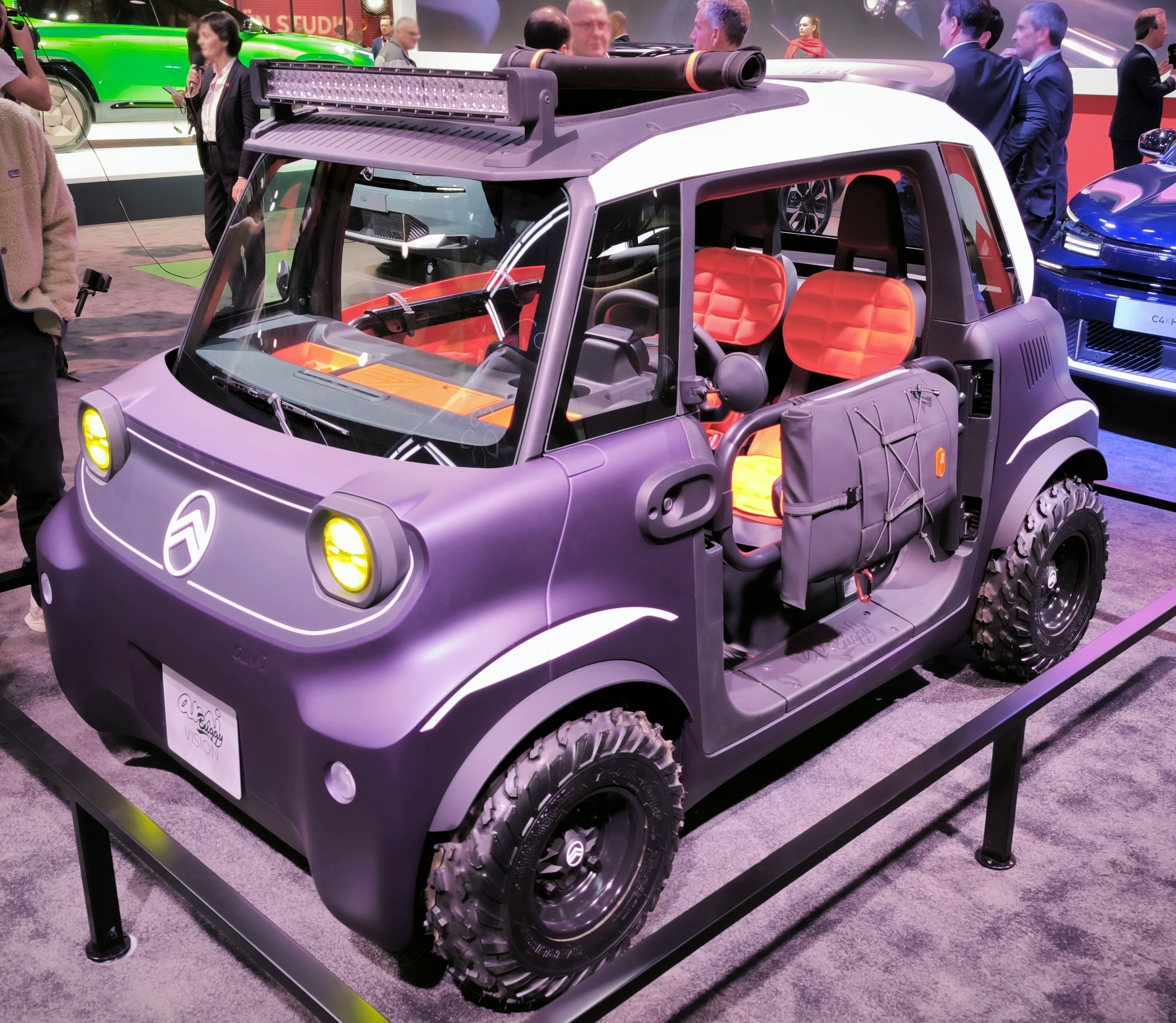
Citroën Ami Buggy Vision
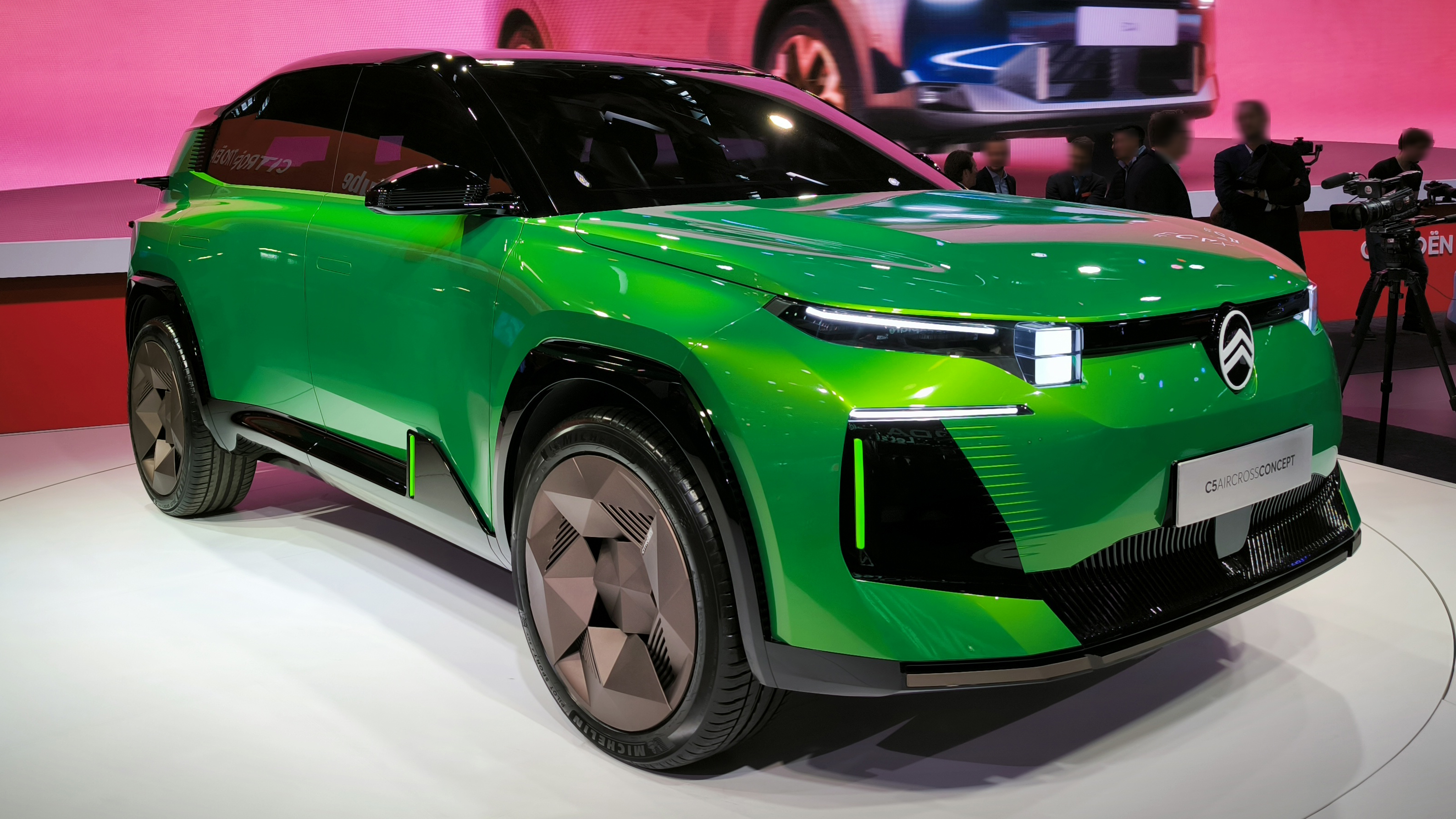
Citroën C5 Aircross Concept
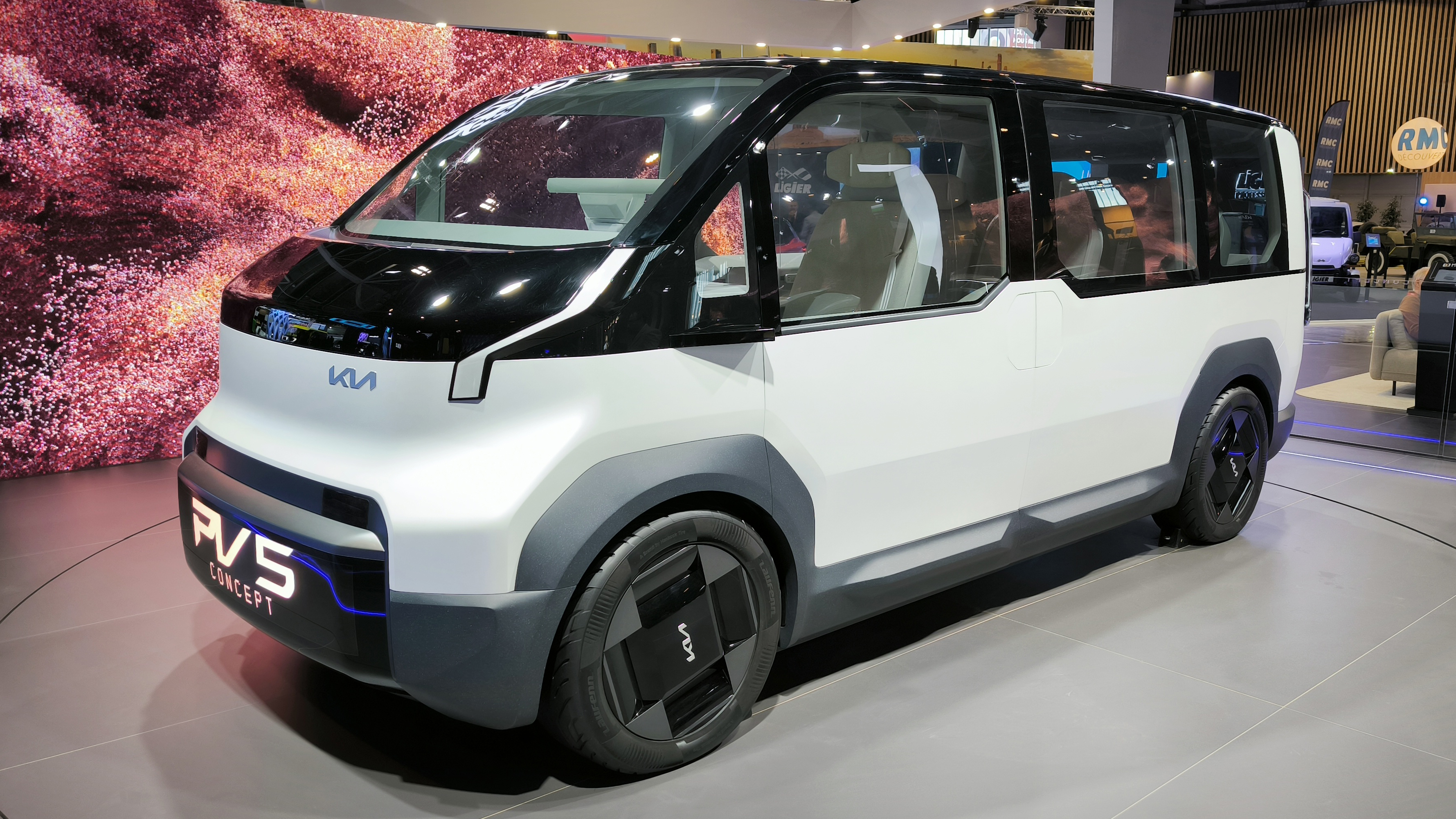
Kia PV5 Concept
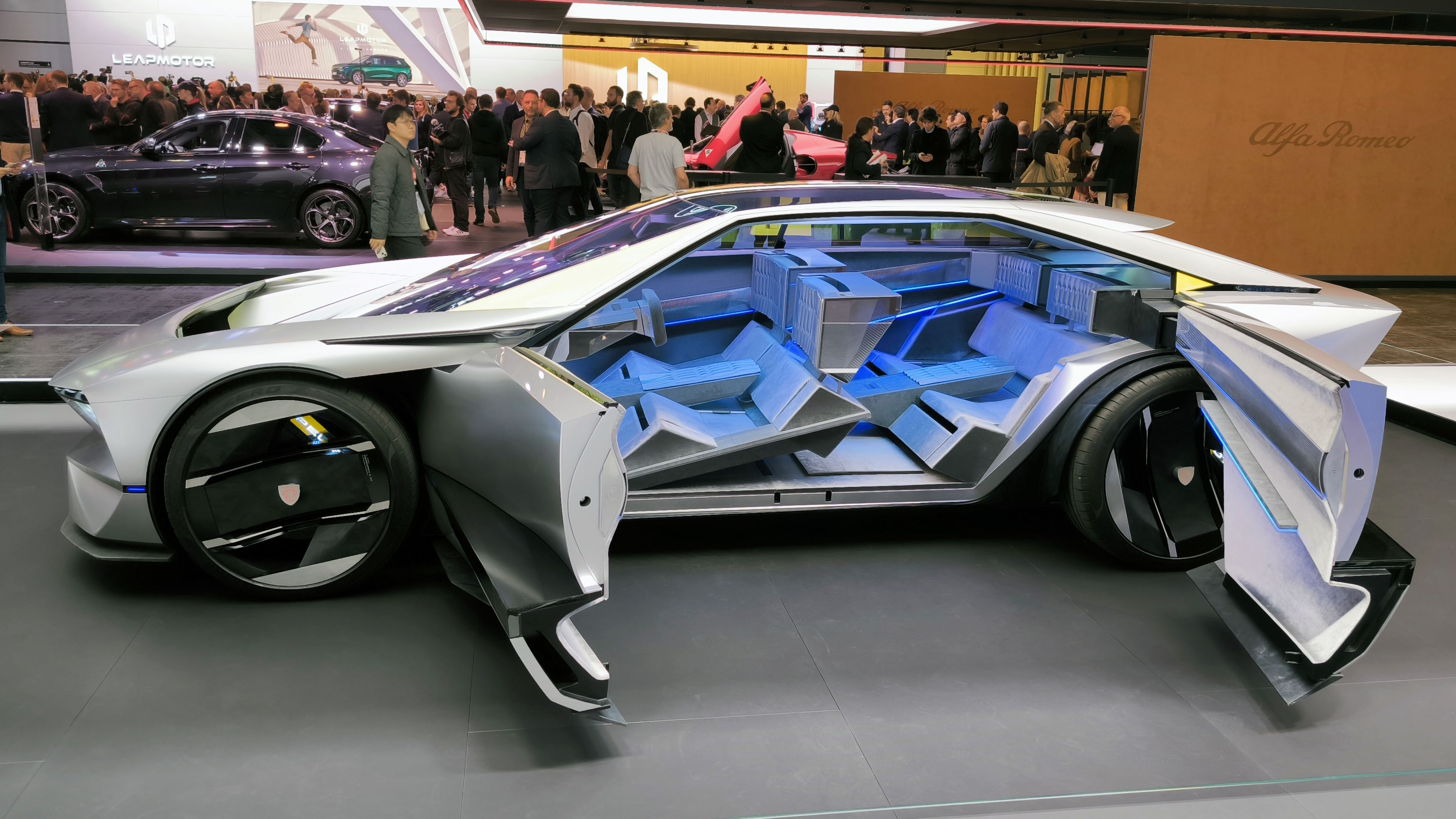
Peugeot Inception
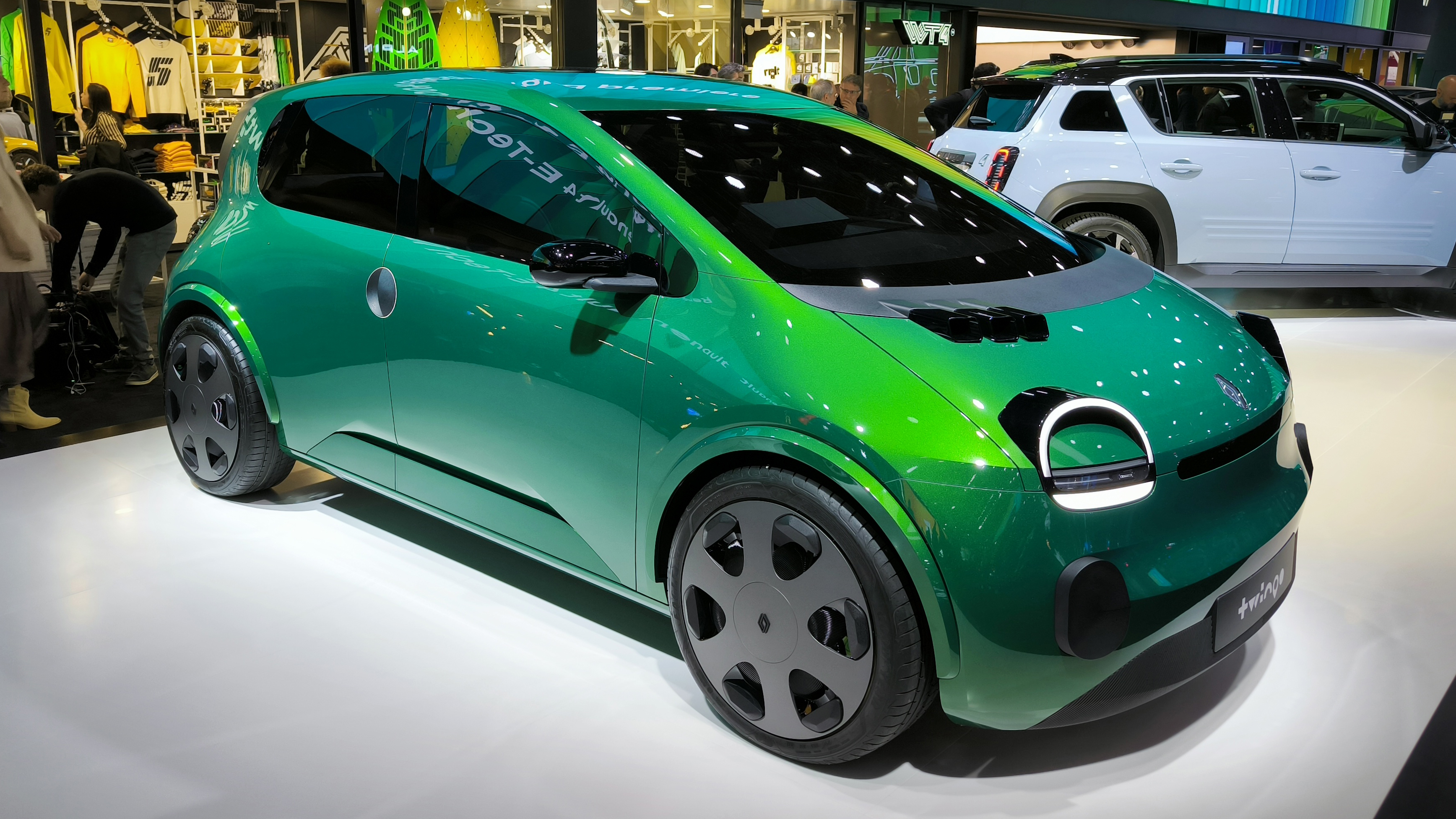
Renault Twingo Concept
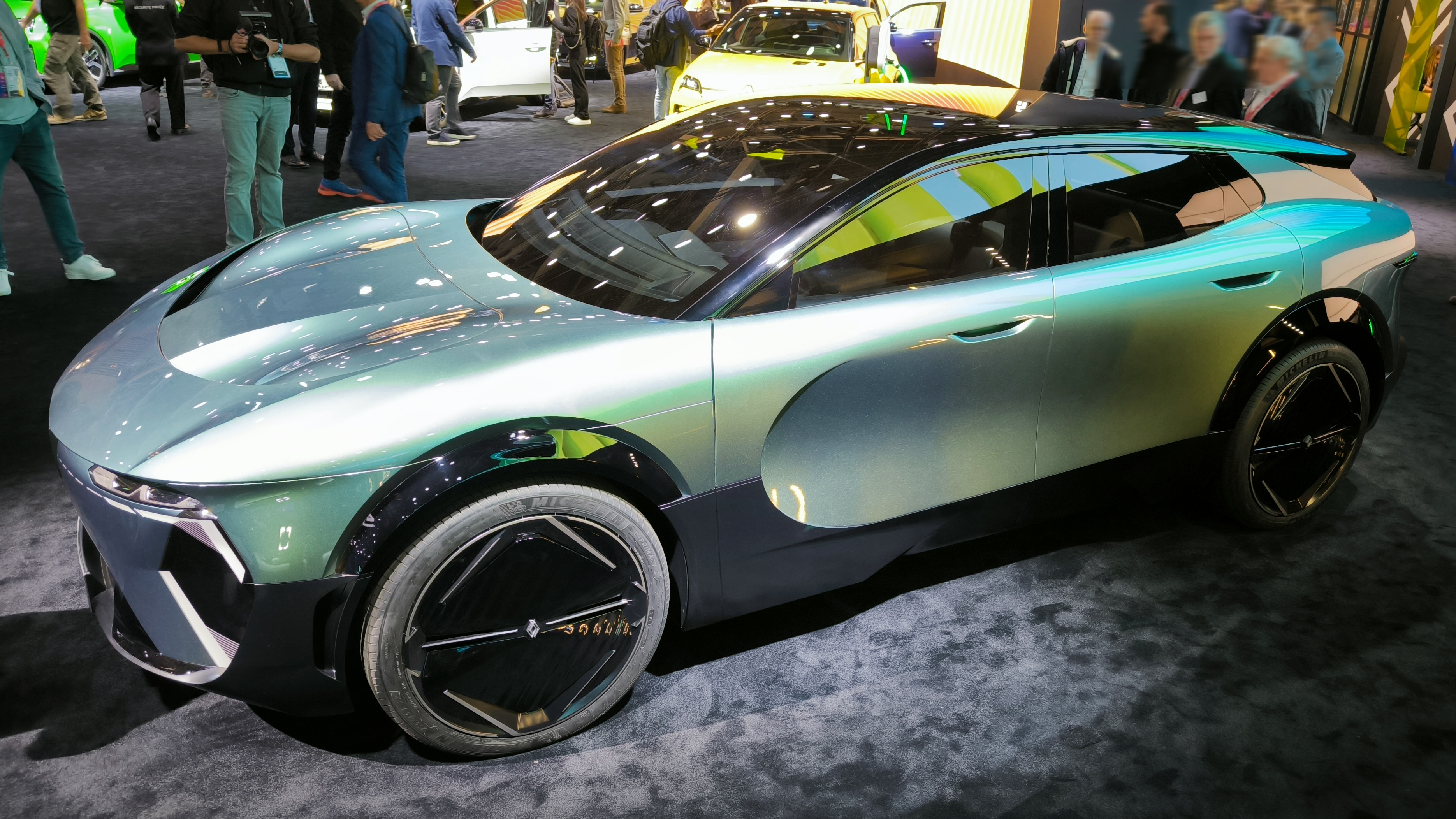
Renault Emblème Concept
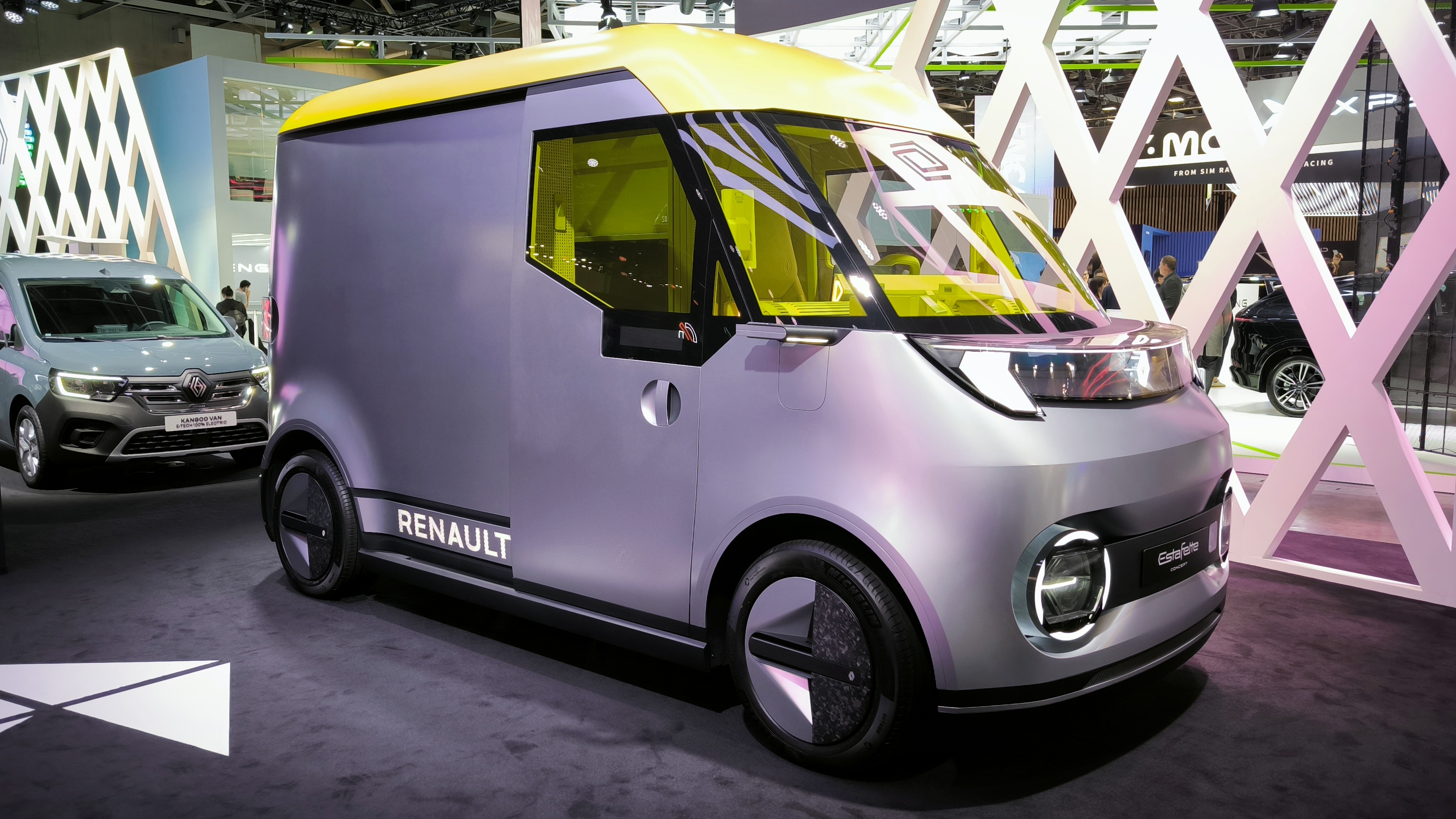
Renault Estafette Concept
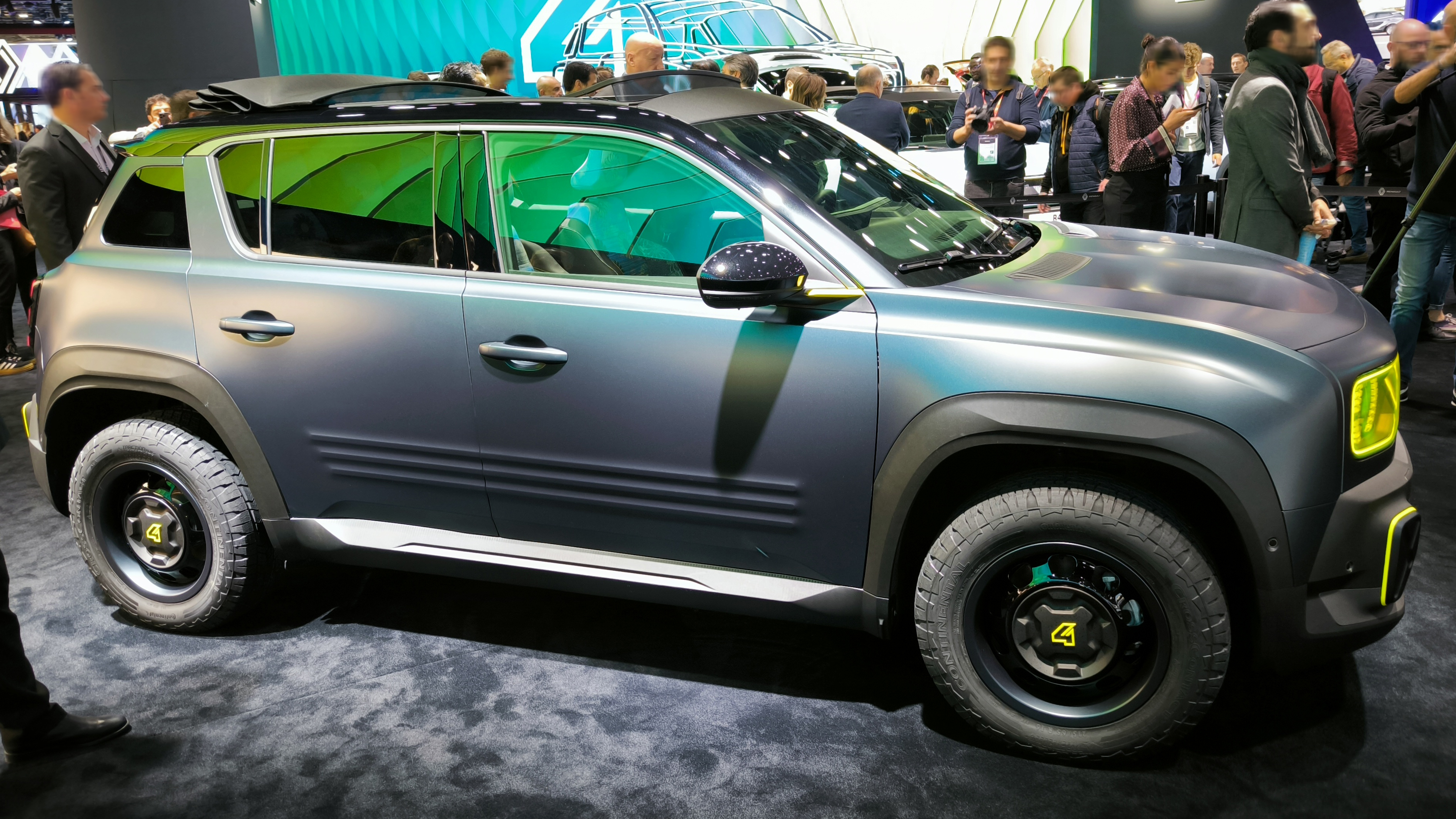
Renault Fl4wer Power Concept
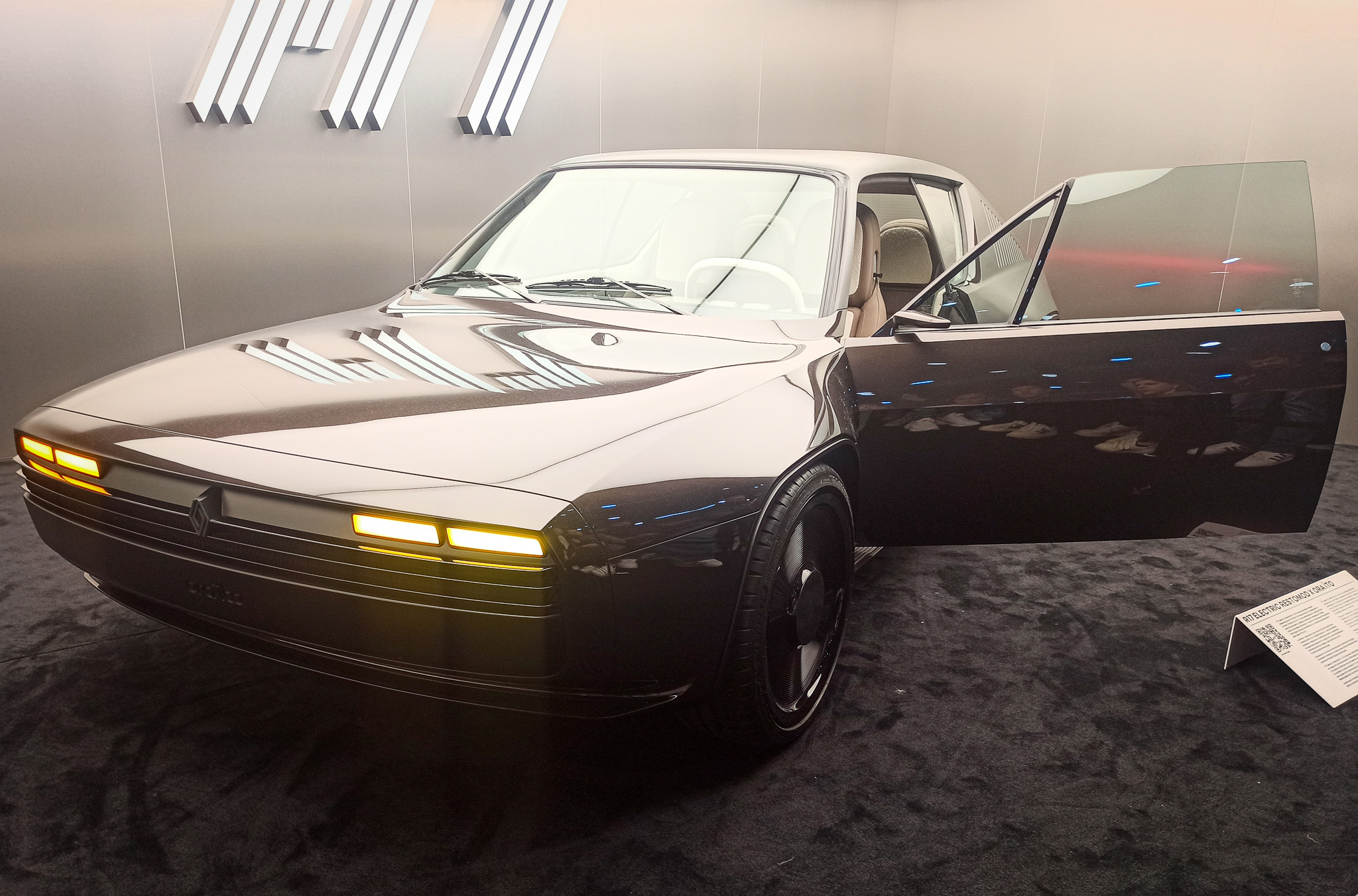
Renault R17 Electric Restomod x Ora Ïto
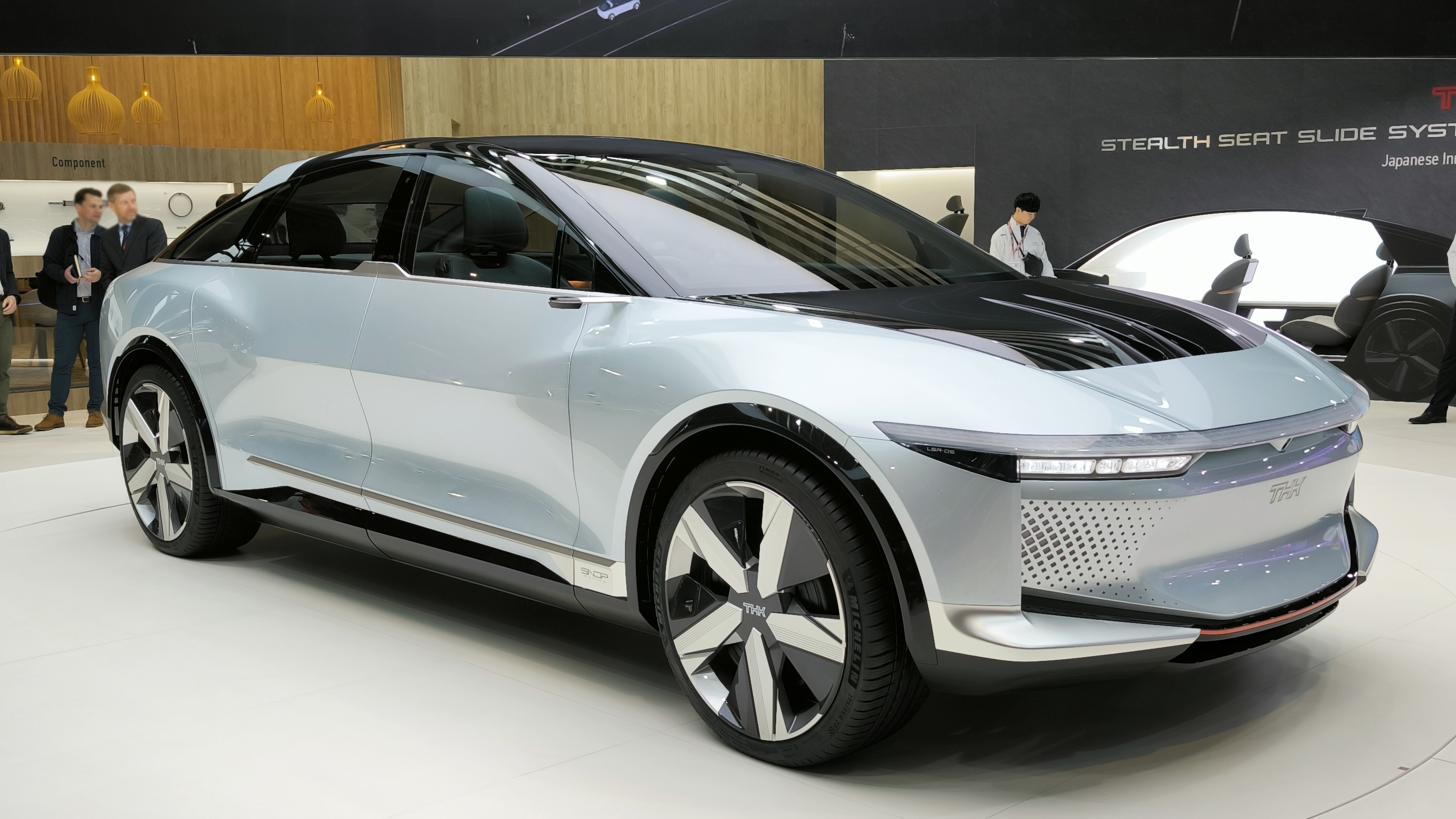
THK LSR-05 (prototype)
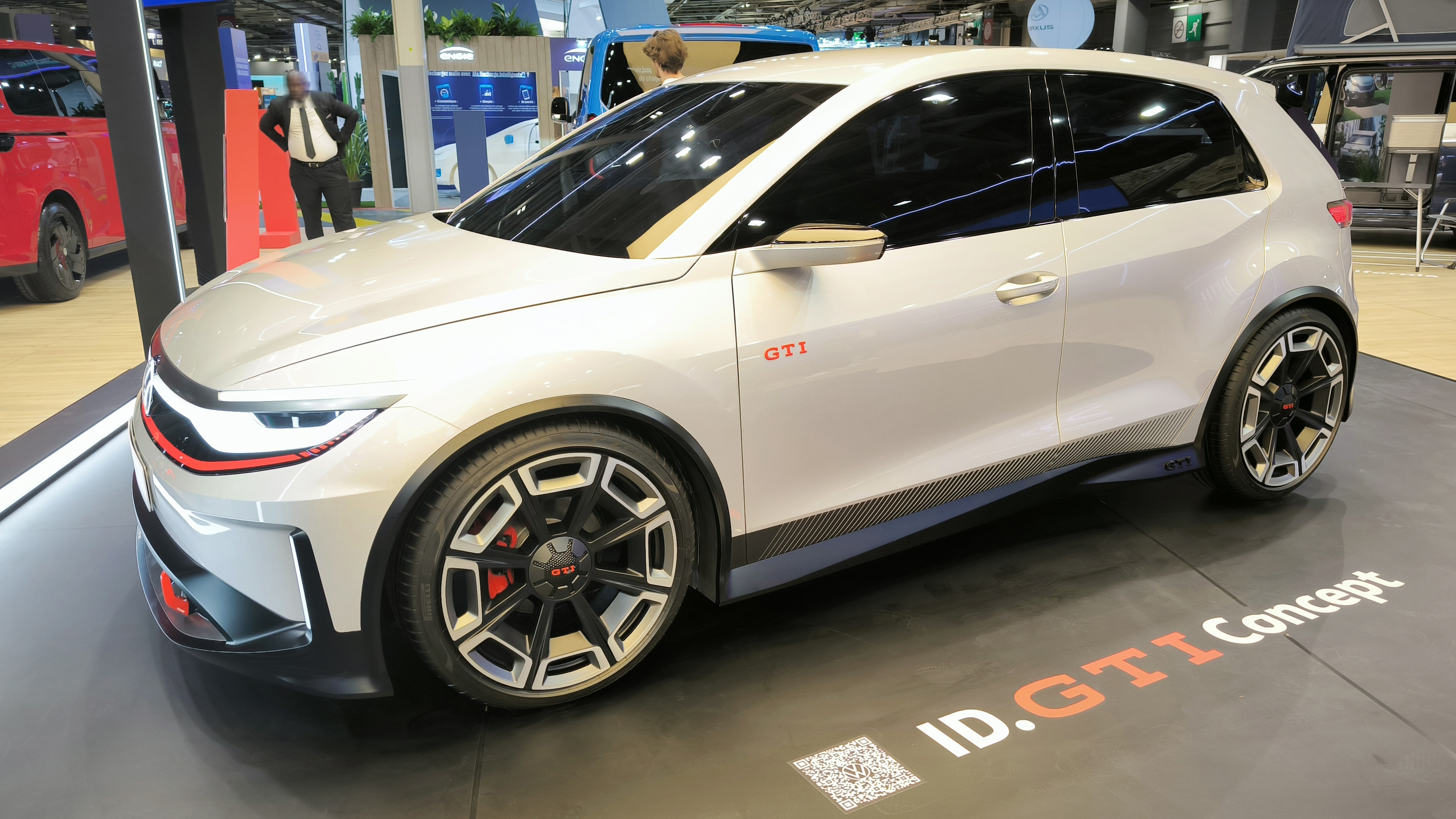
Volkswagen ID. GTI Concept